# A.L.I.C.E. (система крепления)
A.L.I.C.E. (от англ. All-Purpose Lightweight Individual Carrying Equipment; с англ. — «Система универсальной легкой экипировки для переноски индивидуального снаряжения») — система экипировки с оригинальным креплением (защёлки ALICE) и комплект снаряжения, принятые в Армии США 17 января 1973 года, заменившая M-1956 Load-Carrying Equipment (LCE) и M-1967 Modernized Load-Carrying Equipment (MLCE).
В комплект системы ALICE входит экипировка для ношения боевого снаряжение (РПС, закрепленные на нём подсумки со снаряжением) и вспомогательная экипировка (рюкзак со станком и пр.).
В обозначении элементов входящих в систему, используются стандартные коды.
В настоящее время заменена системой крепления MOLLE.

## История появления и развитие системы

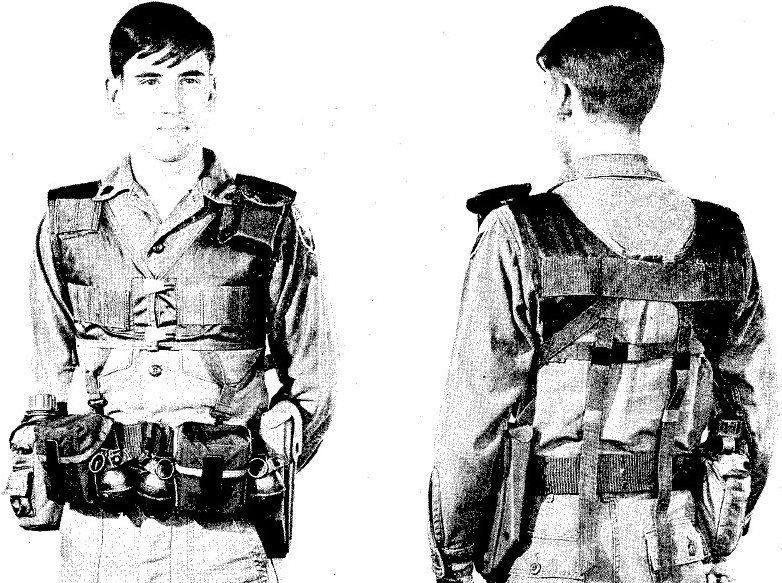
Компоненты первого поколения LINCLOE LCE, ок. 1968—1969
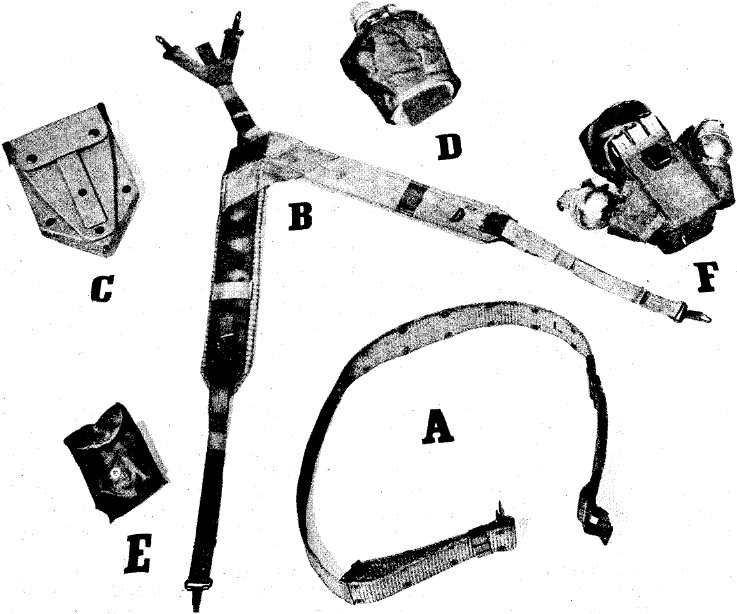
Компоненты второго поколения LINCLOE LCE, ок. 1970—1971
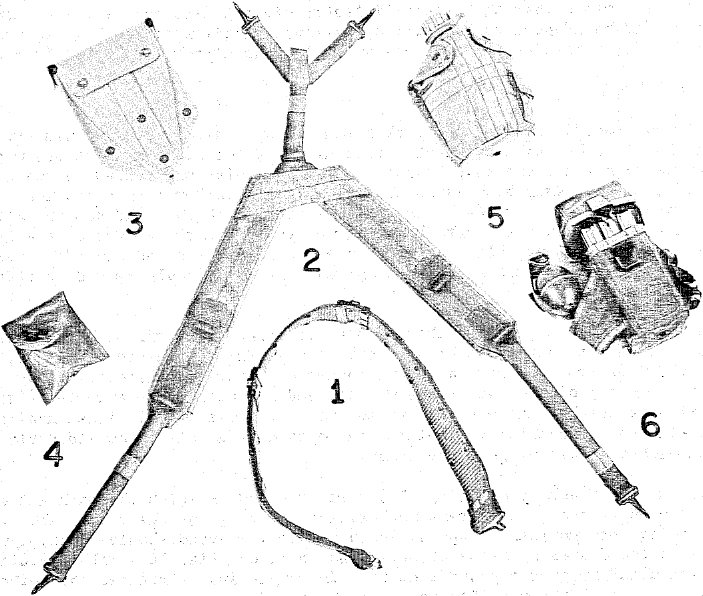
Компоненты LINCLOE LCE/ALICE, прибл. декабрь 1972
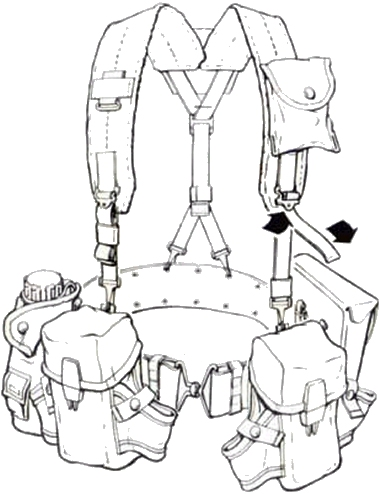
Компоненты ALICE, ок. 1973

Система универсальной легкой экипировки для переноски индивидуального снаряжения является результатом программы LINCLOE (легкая индивидуальная одежда и снаряжение), которая началась в 1965 году и завершилась принятием системы ALICE 17 января 1973 года. Целью части программы LINCLOE, посвященной индивидуальному снаряжению, была разработка легкой системы переноски груза с целью облегчить общую нагрузку бойца.

### 1965–1967
Основываясь в основном на выводах и рекомендациях A Study To Reduce The Load Of The Infantry Combat Soldier 1962 года и A Study To Conserve Energy Of The Combat Infantryman 1964 года, в 1965 году Армия США установила Количественные материальные требования (QMR), тем самым инициировав разработку LINCLOE.
Хотя разработка грузоподъемного оборудования LINCLOE официально началась только после того, как Технический комитет командования материально-техническим снабжением армии США (AMCTC) 27 апреля 1966 года одобрил проект, разработка легкого грузоподъемного оборудования действительно началась в 1961 году с разработкой легкого рюкзака (FSN 8465-782-3248), изготовленного из нейлоновых тканей и алюминиевой рамы, который весил 3 фунта (1,4 кг) по сравнению с 7,5 фунтами (3,4 кг) из хлопчатобумажной ткани, парусины и стали, которые он заменил.
Разработка этого легкого рюкзака привела к неофициальному запросу офицеров пехотного сообщества относительно возможности снижения веса грузоподъемного оборудования (LCE) M-1956. В результате этого интереса армия выпустила комплект LCE в 1962 году, заменив хлопчатобумажную парусину доступными нейлоновыми материалами. Этот комплект нейлонового грузоподъемного оборудования весил чуть больше 3 фунтов (1,4 кг) по сравнению с 5 фунтами (2,3 кг) для предметов из хлопчатобумажной парусины. Эти два предмета, легкий рюкзак и комплект нейлонового LCE, легли в основу той части количественного требования к материалам LINCLOE, которая касается грузоподъемного оборудования. Приложение A к количественному требованию к материалам установило цель в 3,3 фунта (1,5 кг) для индивидуального грузоподъемного оборудования и 3 фунта (1,4 кг) для рюкзака. Чиновники решили, что конструкция нового грузоподъемного оборудования будет соответствовать конструкции стандартного грузоподъемного оборудования с заменой материала с хлопчатобумажной парусины на нейлоновую и заменой латунных и стальных деталей на алюминиевые или пластиковые.
Проектирование продвигалось медленно из-за концентрации на проектировании и разработке элементов, отвечающих требованиям войны во Вьетнаме, хотя разработчики инициировали проекты, исследующие возможность замены большей части стальных и латунных деталей на алюминиевые или пластиковые. 15 марта 1967 года в Natick Laboratories был проведен обзор инженерной концепции. Концепция, одобренная на встрече, заключалась в том, чтобы поясной ремень для индивидуального снаряжения поддерживался подтяжками, к которым можно было бы прикрепить такие компоненты, как подсумки для патронов к стрелковому оружию, чехлы для фляг с водой, переноски инструментов для рытья траншей, перевязочные пакеты для оказания первой помощи и т. д. Был предложен полевой рюкзак несколько большего размера, чем полевой рюкзак из хлопчатобумажной ткани M-1961, который можно было бы прикрепить для переноски либо на индивидуальном поясе для снаряжения на пояснице, либо на плечах, прикрепленных к индивидуальным подтяжкам для ремня для снаряжения, либо прикрепить к съемной раме полевого рюкзака. Рама полевого рюкзака с плечевыми ремнями и съемной грузовой полкой была бы разработана для ношения поверх индивидуального пояса для снаряжения и подтяжек. Конечным результатом этой встречи стало принятие нейлонового модернизированного грузоподъемного снаряжения M-1967 (MLCE). В конечном итоге конструкция полевого рюкзака была отклонена, и вместо него была произведена нейлоновая версия полевого рюкзака M-1961 вместе с нейлоновым тропическим рюкзаком (FSN 8465-935-6673).

### 1968-1968
Даже после принятия в 1967 году MLCE, разработки в рамках программы LINCLOE продолжались. MLCE был задуман для использования строго в тропических условиях, и разработка стандартной системы оборудования для переноски груза для замены всех систем оборудования для переноски груза продолжалась.
В течение 1968 года программа LINCLOE продолжала совершенствовать легкую систему переноски груза. Был разработан прототип системы с использованием некоторых существующих компонентов MLCE, таких как подсумок фляги для воды, подсумки боеприпасов стрелкового оружия и перевязочный пакет для полевых средств первой помощи. Пряжка поясного ремня для индивидуального снаряжения была заменена пластиковой версией быстросъемной пряжки Davis, а новый жилет Combat был разработан для замены подтяжек ремня для индивидуального снаряжения. Команды разработали как малый, так и большой полевой рюкзак, используя концепцию съемной рамы полевого рюкзака, отмененную в 1967 году.
Эти прототипы были представлены на обзоре характеристик конструкции и обзоре прототипа системы, проведенном в Natick Laboratories 26 марта 1968 года. Было рекомендовано провести инженерно-эксплуатационные испытания [ET/ST] этой новой конструкции несущей системы с пониманием того, что любые требуемые изменения конструкции должны быть выполнены до испытаний и без повторного обзора конструкции.
В июле 1969 года тестовые образцы, представленные на встрече 1968 года в Natick и изготовленные Центром поддержки армии США в Ричмонде, штат Вирджиния, под наблюдением персонала Natick Laboratories, были отправлены в Пехотный совет армии США [USAIB], Форт-Беннинг, Джорджия; Тропический испытательный центр армии США (USATTC), Форт-Клейтон, Зона Панамского канала; Арктический испытательный центр армии США (USAATC), Форт-Грили, Аляска; и General Equipment Test Activity (GETA), Форт Ли, Вирджиния. Некоторые из тестовых пунктов значительно отличались от тех, что были представлены на встрече 1968 года.
Испытания этой новой системы переноски груза, известной как оборудование для переноски груза LINCLOE (LCE), начались в июле 1969 года в Форт-Беннинге; в сентябре 1969 года в Форт-Клейтоне; в октябре 1969 года в Форт-Грили; и в ноябре 1969 года в Форт-Ли.
19 июля 1969 года пехотная группа (в составе командующего генерала Форт-Беннинга; командующего генерала пехотной школы; командующего офицера пехотного агентства по боевым разработкам; и командующего офицера пехотного совета) встретилась в Форт-Беннинге, чтобы обсудить усовершенствование пехотных предметов индивидуальной одежды и снаряжения. Они пригласили руководителя проекта LINCLOE LCE из Natick Laboratories присутствовать на этой встрече и представить статус предметов оборудования для переноски груза. Командующий генерал в Форт-Беннинге не знал о предпринимаемых усилиях по улучшению снаряжения для переноски груза, а также других предметов индивидуальной одежды и снаряжения. В результате присутствия на этой встрече руководителя проекта LINCLOE LCE группа создала Совет унтер-офицеров (NCO) для внесения предложений по улучшению предметов снаряжения для переноски груза.
Совет унтер-офицеров рассмотрел испытываемый LINCLOE LCE, а также MLCE, предоставляемый войскам во Вьетнаме, и пришел к характеристикам, которые они сочли желательными. По мере продолжения испытаний LINCLOE LCE начал происходить ряд сбоев, в основном связанных с застежками; пластиковые застежки-кнопки все еще использовались, как и те, которые изначально использовались на предметах MLCE. К декабрю 1969 года все испытания были остановлены для повторной оценки компонентов новой системы переноски груза.

### 1970-1971
В январе 1970 года Пехотный совет завершил оценку оборудования для переноски груза, а 17 марта 1970 года они провели конференцию в Форт-Беннинге для обзора результатов оценки. Они обсудили каждый оцененный пункт и согласились с приемлемыми изменениями для каждого пункта оборудования для переноски груза. Они также согласились с тем, что испытание LINCLOE LCE первого поколения должно быть прекращено, а новые элементы должны быть разработаны с учетом характеристик, разработанных в результате оценок Совета сержантского состава и Пехотной группы.
В письме Командованию материального обеспечения армии США от 15 апреля 1970 года Командование боевых разработок армии США описало следующее поколение LINCLOE LCE для эксплуатационных испытаний на основе соглашений встречи 17 марта 1970 года.
В письме также предлагались улучшенные версии малого и большого полевого ранца и каркаса полевого ранца.
В апреле и июне 1970 года команды изготовили прототип системы грузоподъемного оборудования, как описано в письме от 15 апреля 1970 года. Они представили этот комплект грузоподъемного оборудования Совету сержантов и пехотной группе для рассмотрения в Форт-Беннинге 18–19 июня 1970 года. 29 июля 1970 года представители Командования боевых разработок армии США и руководитель проекта LINCLOE LCE встретились в Natick Laboratories и составили проект пересмотренного варианта Количественного требования к материалам LINCLOE LCE, касающегося грузоподъемного оборудования, включая характеристики для каждого отдельного элемента. Это было основано в первую очередь на результатах встречи 17 марта 1970 года с одним важным исключением. Руководитель проекта LINCLOE LCE добавил к системе третий полевой ранец. Это был средний полевой рюкзак с сумкой, сделанной из нейлонового тропического рюкзака, модифицированный для соответствия требованиям Совета сержантского состава к небольшому полевому рюкзаку путем адаптации его для ношения на спине с рамой полевого рюкзака или без нее.
5 октября 1970 года в Natick Laboratories был проведен обзор характеристик конструкции и обзор прототипа системы относительно нового LINCLOE LCE. Группа одобрила количественные требования к материалам для нового LINCLOE LCE второго поколения с небольшими изменениями.
В Natick Laboratories изготовили пятнадцать комплектов LINCLOE LCE второго поколения и отправили их в штаб-квартиру армии в Европе (USAREUR) 17 ноября 1970 года для оценки. В декабре 1970 года Центр поддержки армии США в Вирджинии изготовил еще 300 комплектов LINCLOE LCE второго поколения и отправил их в Natick Laboratories для сборки и отправки на испытательные полигоны.
В августе 1971 года испытательные комплекты были отправлены в Форт-Беннинг, Форт-Грили, Форт-Девенс и, по запросу, в Корпус морской пехоты в Куантико. Предварительные инспекции выявили ряд недостатков в полевых комплектах, которые были возвращены в Natick Laboratories для модификации. Модифицированные изделия вернулись на испытательные полигоны в ноябре 1971 года, и начались эксплуатационные испытания.

### 1972-1973
К марту 1972 года в оборудовании для переноски груза накопилось так много недостатков и изъянов, что Армейское командование по испытаниям и оценке армии США потребовало приостановить испытания в Форт-Беннинге до тех пор, пока не будут отремонтированы или заменены испытательные образцы. 6 апреля 1972 года должностные лица провели совещание в Форт-Беннинге для обсуждения сбоев. В ходе обсуждений они согласились, что Natick Laboratories примет меры для устранения проблем, чтобы испытания могли возобновиться 9 июня 1972 года.
Большинство недостатков были обнаружены в походных рюкзаках, пользователи просили снять внутренние клапаны на подсумках для магазинов патронов к стрелковому оружию, поскольку они мешали быстрому извлечению магазинов с патронами. Разработчики заменили их простыми полосками нейлоновой ткани для разделения магазинов с патронами. В какой-то момент в 1971 году Корпус морской пехоты обнаружил, что подсумок для магазинов патронов к стрелковому оружию с разделительными клапанами приемлем, и инициировал процедуры приёмки. 31 января 1972 года Армия выпустила военную спецификацию MIL-C-28981(MC), и эти подсумки для магазинов патронов к стрелковому оружию были классифицированы по типу и получили федеральный номер запаса 8465-464-2084. Агентство по поддержке обороны (DSA) выдало контракты на изделие на 1973 финансовый год.
Natick Laboratories завершили модификации тестовых изделий, и военные самолеты перевезли их в Форт-Беннинг 1 июня 1972 года, но испытания не возобновлялись до 3 июля 1972 года. Испытания закончились 18 августа 1972 года, а окончательный отчет был получен 24 ноября 1972 года. В результате испытания Пехотный совет рекомендовал не тратить дальнейшие усилия на разработку оборудования для переноски груза как системы. 31 октября 1972 года представители Natick Laboratories посетили Форт-Беннинг, чтобы обсудить проблемы, возникшие в ходе испытаний каждого изделия, и принять решение о продолжении разработки каждого изделия.
Перед этими заключительными встречами компоненты LINCLOE LCE были классифицированы по типу и получили следующие федеральные инвентарные номера:
- Поясной ремень для индивидуального снаряжения – 8465-001-6487 (большой), 8465-001-6488 (средний)
- Чехол-подсумок для переноски шанцевого инструмента – 8465-001-6474
- Подсумок для полевого ИПП – 8465-001-6473
- Подсумок для магазинов патронов к стрелковому оружию – 8465-001-6482
- Чехол-подсумок фляги для воды – 8465-001-6472
- Подтяжки к ремню индивидуального снаряжения – 8465-001-6471

Три походных рюкзака также были классифицированы по типу и им были присвоены федеральные инвентарные номера:
- Походный рюкзак малый – 8465-001-6479
- Походный рюкзак средний – 8465-001-6480
- Походный рюкзак большой – 8465-001-6481

После заключительных совещаний группа предложила следующие изменения перед производством:
- Поясной ремень для индивидуального снаряжения — принят; но со стандартной пряжкой. Тестовый образец был оснащен двухкомпонентной алюминиевой пряжкой Davis, которая обеспечивала возможность быстрого расстегивания.
- Подтяжки к ремню индивидуального снаряжения — принят набор, аналогичных по конструкции тестируемым, но модифицированных для увеличения регулируемости на четыре дюйма.
- Чехол-подсумок для переноски шанцевого инструмента (рытья траншей) — принят
- Подсумок для полевого ИПП — группа отклонила тестовый образец и сохранила версию M-1967. Принятые характеристики требовали, чтобы этот предмет был достаточного размера для переноски двух полевых перевязочных аптечек. Группа постановила, что версия M-1967, вмещающая одну полевую перевязочную аптечку, приемлема.
- Подсумок для магазинов патронов к стрелковому оружию — группа приняла футляр для боеприпасов для стрелкового оружия, как было испытано, без внутренних разделительных клапанов.
- Чехол-подсумок фляги для воды – Группа отклонила тестовый образец и сохранила Чехол-подсумок фляги для воды из нейлона M-1967, модифицированную путем укрепления закрывающих клапанов, чтобы они не сминались и не мешали вставке фляги для воды; чтобы немного увеличить крышку фляги для воды для более легкой вставки и извлечения чашки фляги для воды; чтобы добавить усиливающую ленту к внутренней стороне крышки фляги для воды, чтобы помочь предотвратить протирание края чашки фляги; и добавить сливное отверстие с люверсом в нижней части. По просьбе Совета NCO тестовая крышка была изготовлена без ворсовой подкладки, целью которой было обеспечить испарительное охлаждение, и с отверстиями в нижней части для обеспечения лучшего дренажа и облегчения извлечения чашки фляги для воды. Однако тест показал, что ворсовая подкладка придала форму крышке фляги для воды и не позволила ей полностью сминаться, когда она пуста, что значительно облегчило вставку чашки фляги для воды. Испытания также определили, что отверстия в дне представляют собой опасность маскировки, поскольку металл дна фляги для воды был открыт.

Группа приняла средние и большие полевые рюкзаки с небольшими изменениями, но отвергла малый полевой рюкзак как ненужный. Повторные испытания модифицированных средних и больших полевых рюкзаков проводились в Форт-Беннинге с 27 ноября по 18 декабря 1972 года. Испытания показали, что недостатки и недоработки походных рюкзаков, о которых сообщалось ранее, были исправлены.
Официальный обзор приемки разработки (DEVA) LINCLOE LCE состоялся в Natick Laboratories 17 января 1973 года. Члены группы согласились на основе консенсуса, что компоненты будут классифицированы по типу как Стандарт A. После принятия индивидуальной системе оборудования было присвоено обозначение M-1972 Легкое грузоподъемное оборудование (LLCE). Агентство по поддержке обороны (DSA) начало выдавать контракты на компоненты новой системы индивидуального снаряжения на 1974 финансовый год, который начался 1 июля 1973 года. После того, как DSA выдало первоначальные контракты, система индивидуального снаряжения была переименована в универсальное легкое индивидуальное переносное снаряжение (ALICE), а использование обозначений по году выпуска модели официально прекратилось.

## Боевое снаряжение
Система ALICE сохраняет концепцию отдельных боевых и бытовых нагрузок, которая была усовершенствована в середине 1950-х годов во время разработки снаряжения M-1956. Самым важным моментом в концепции боевых и бытовых нагрузок является то, что пехотный стрелок должен нести только те предметы, которые необходимы для выполнения непосредственной задачи. Груз, который несет пехотный стрелок, не должен включать никаких других предметов, которые можно нести другим способом. Поскольку тип миссии, местность и условия окружающей среды будут влиять на требования к одежде и индивидуальному снаряжению, командир подразделения может предписать пехотному стрелку основные предметы. Основная цель концепции боевых и бытовых нагрузок — облегчить нагрузку пехотного стрелка.
Типичная индивидуальная боевая нагрузка состоит из основных предметов одежды, индивидуального снаряжения, стрелкового оружия и боеприпасов к стрелковому оружию, которые несет пехотный стрелок и которые необходимы для эффективности боевого пехотного стрелка и выполнения непосредственной задачи подразделения, когда пехотный стрелок находится в пешем порядке. Обычно эти предметы переносятся на индивидуальном ремне для снаряжения и индивидуальных подтяжках для индивидуального ремня для снаряжения.
Типичная индивидуальная нагрузка для существования состоит из предметов, отличных от тех, что входят в индивидуальную боевую нагрузку, которые требуются для поддержания или защиты пехотинца-стрелка, которые могут быть необходимы для повышенной личной и экологической защиты пехотинца-стрелка, и которые пехотинцы обычно не несут. Когда это возможно, предметы индивидуальной нагрузки для существования транспортируются иными способами, чем переноска человеком. В противном случае и боевые, и нагрузки для существования несет пехотинец-стрелок. Предметы индивидуальной нагрузки для существования обычно переносятся в полевом рюкзаке.
РПС ALICE состоит из следующих элементов:
- Поясной ремень индивидуального снаряжения (Belt, Individual Equipment) NSN 8465-00-001-6487-series
- Подтяжки поясного ремня (Поддерживающие лямки) (Suspenders, Individual Equipment Belt) NSN 8465-00-001-6471
- Подсумки патронные, в количестве 2 шт. (Case, Small Arms Ammunition) NSN 8465-00-001-6482
- Подсумок для ИПП или компаса (Case, Field First Aid Dressing) NSN 8465-00-935-6814
- Подсумок-чехол для складной лопаты (Carrier, Entrenching Tool) NSN 8465-00-001-6474
- Подсумок-чехол для фляги (Cover, Water Canteen) NSN 8465-00-860-0256

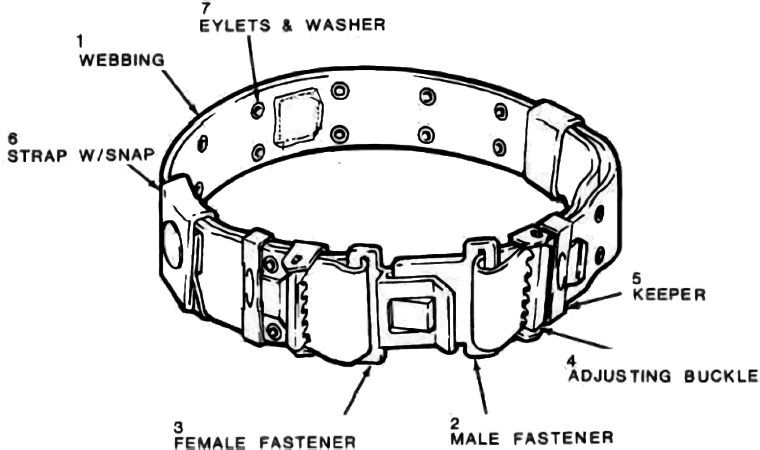
Схема расположения амуниции на ремне LC-2
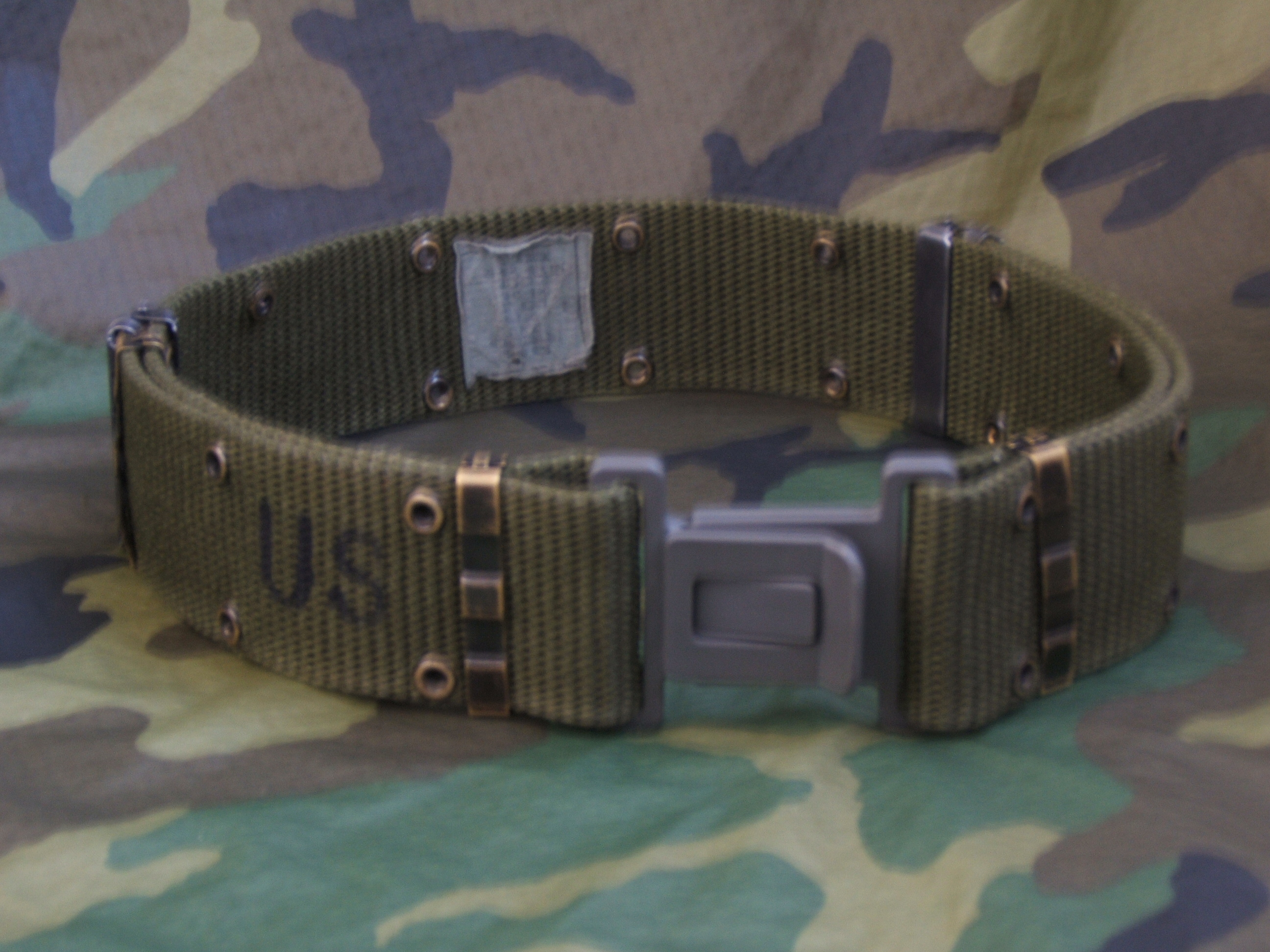
Ремень индивидуальный LC-2
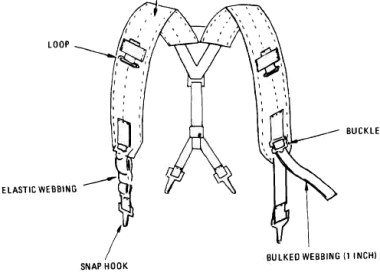
LC-1 Поддерживающие лямки
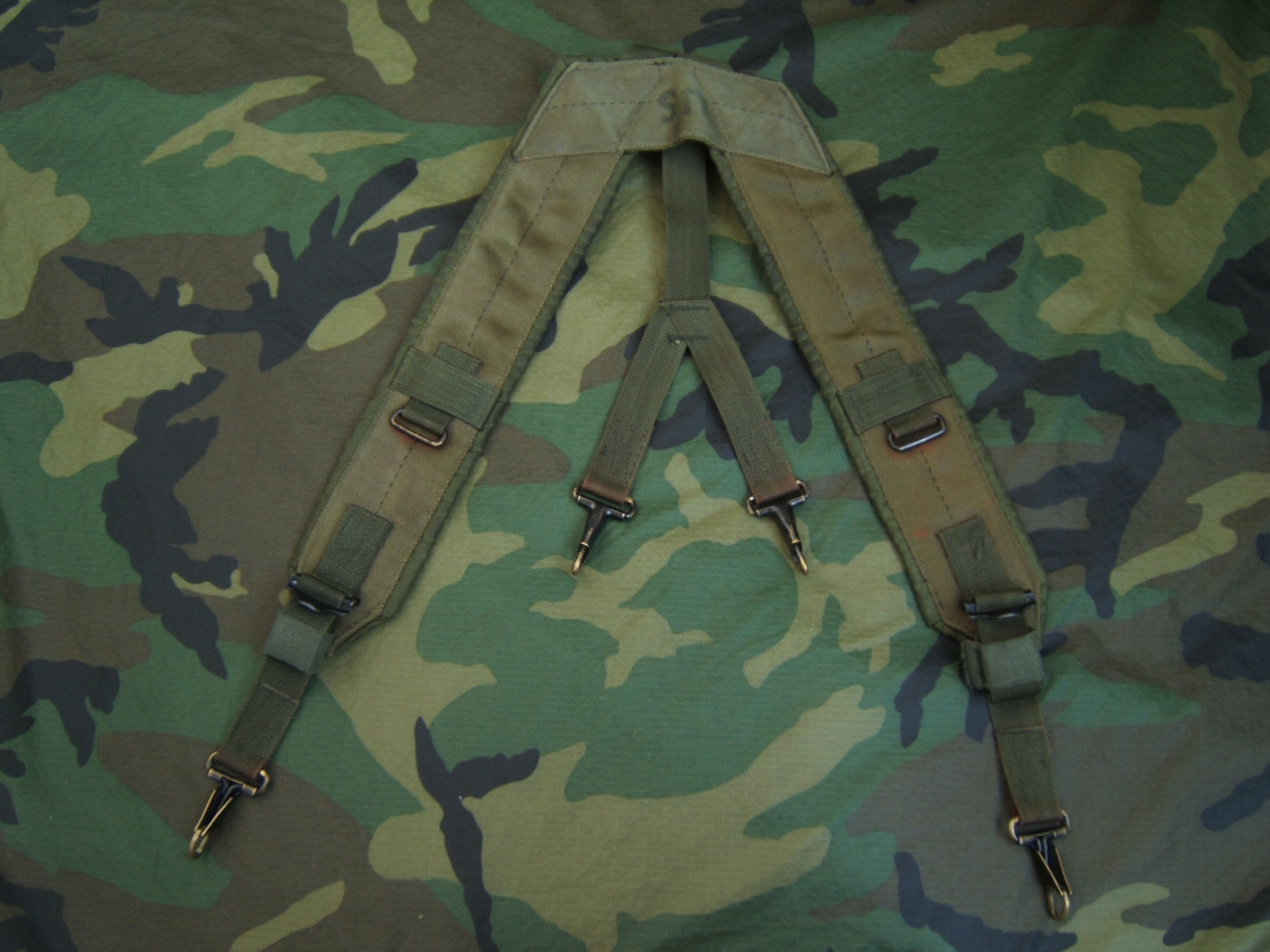
LC-1 Поддерживающие лямки
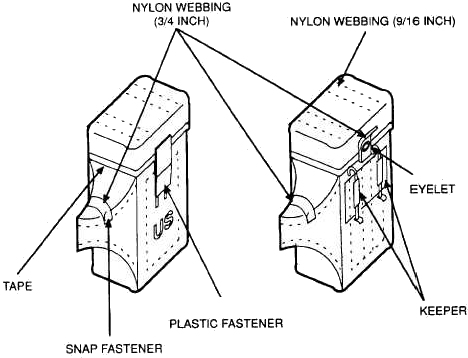
LC-1 Патронные подсумки
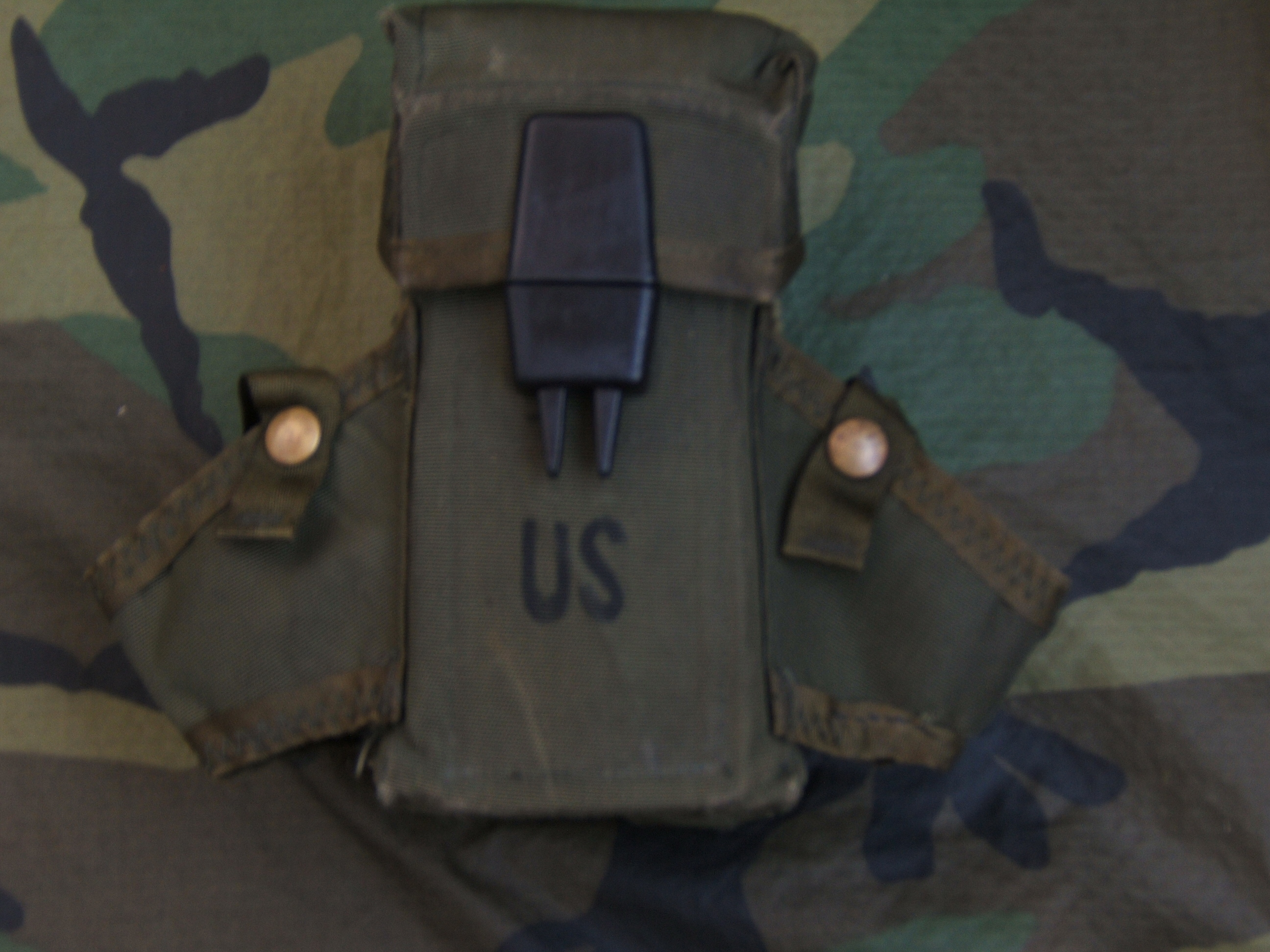
LC-1 Патронные подсумки
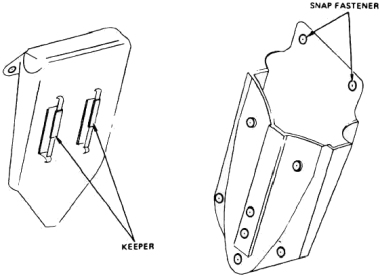
LC-1 Чехол для складной лопаты
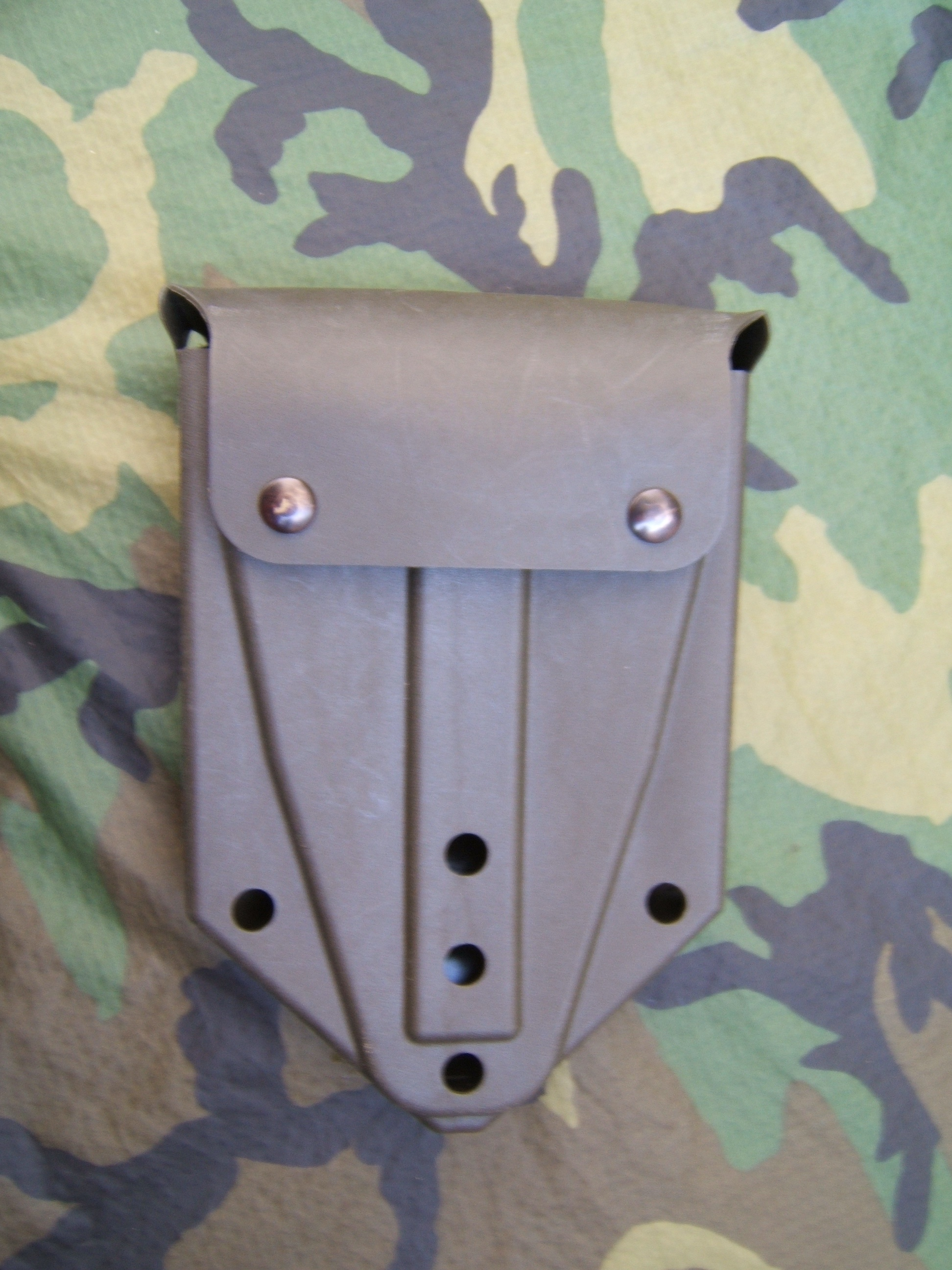
LC-1 Чехол для складной лопаты
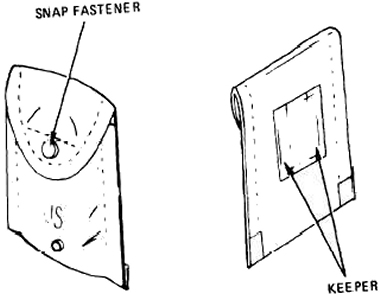
Подсумок для ИПП
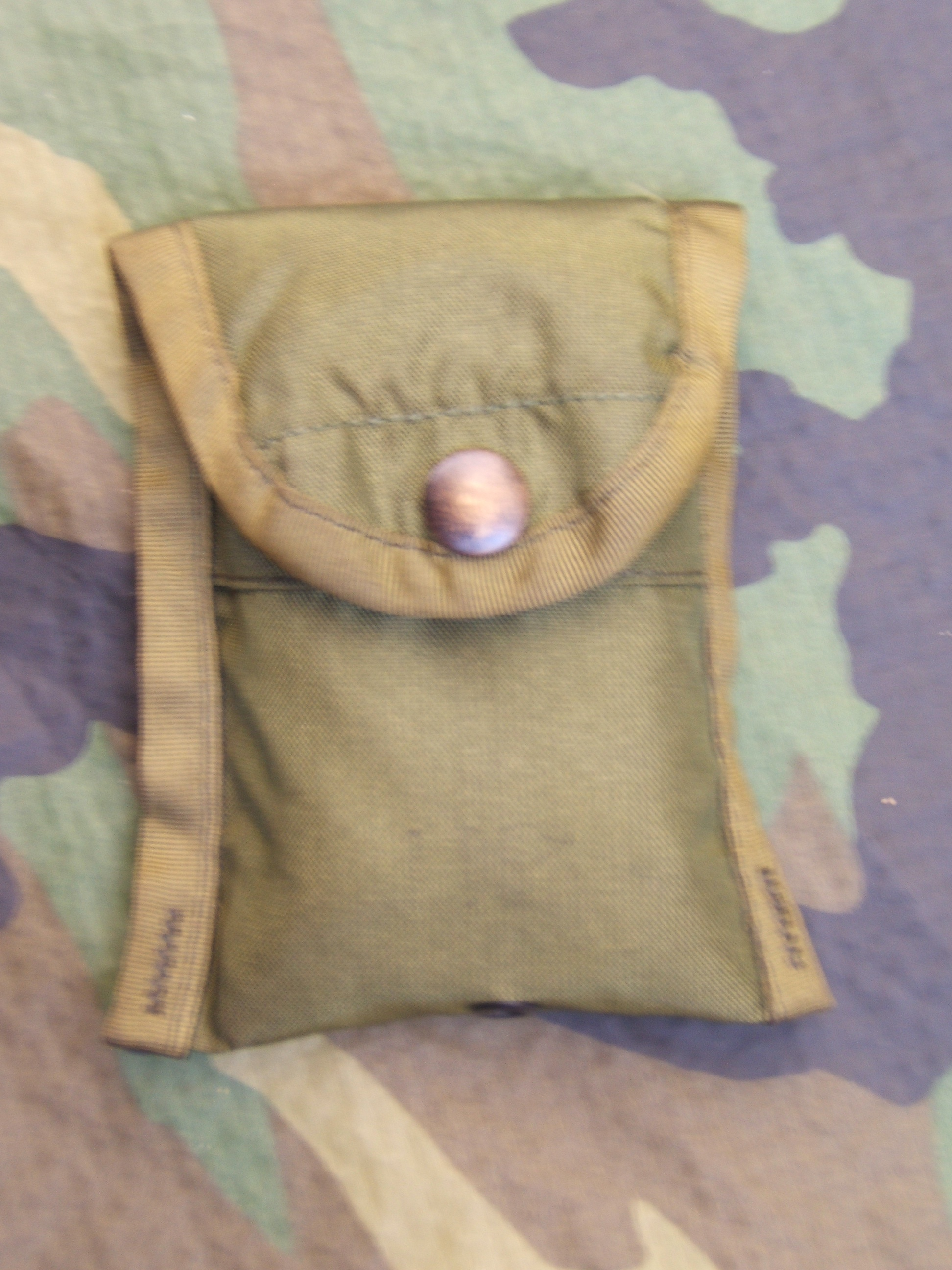
LC-1 Подсумок для ИПП
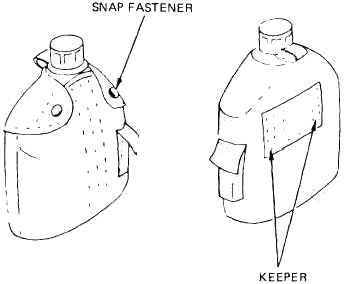
LC-2 Подсумок-чехол с флягой
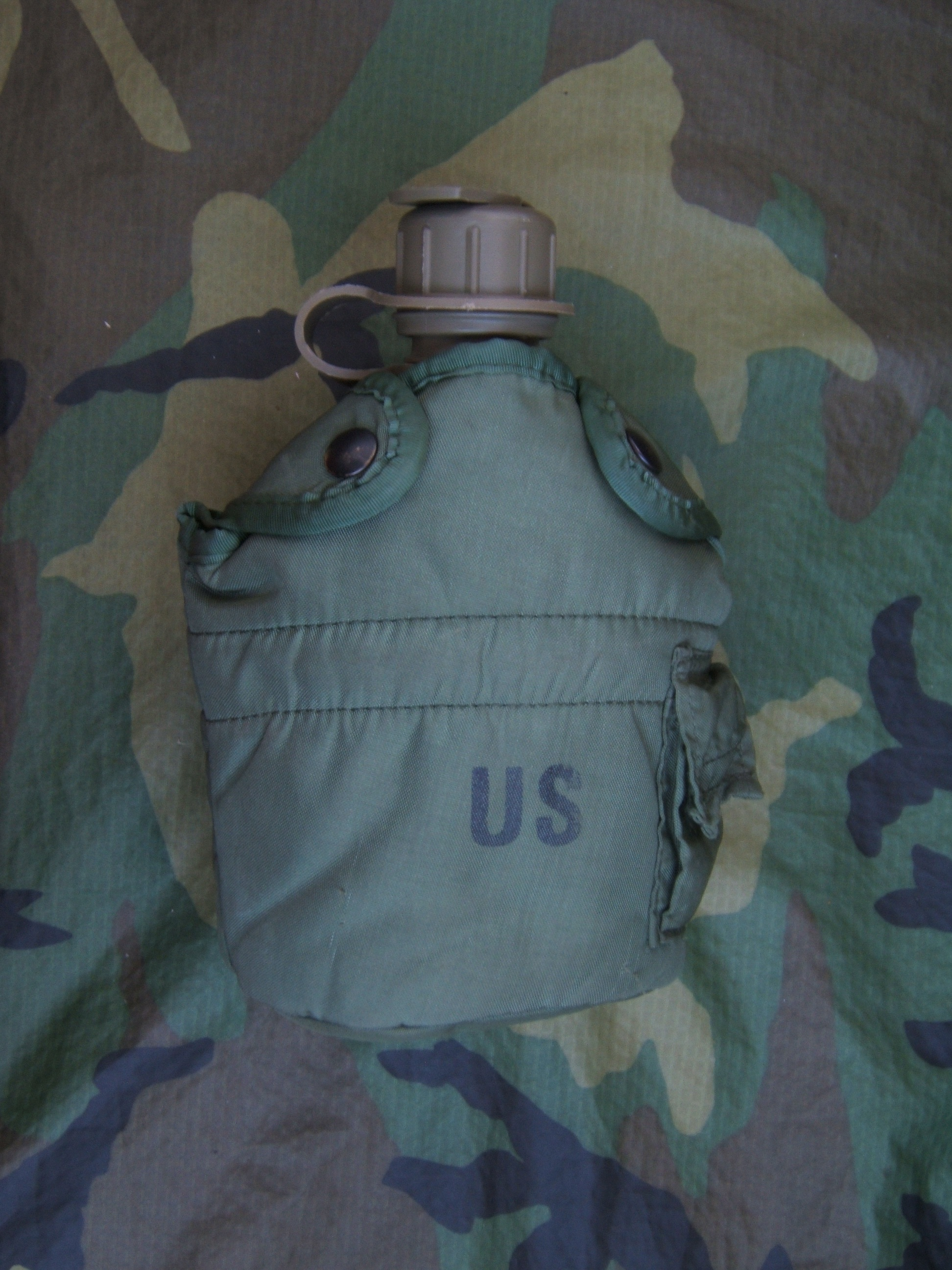
LC-2 Подсумок-чехол с флягой
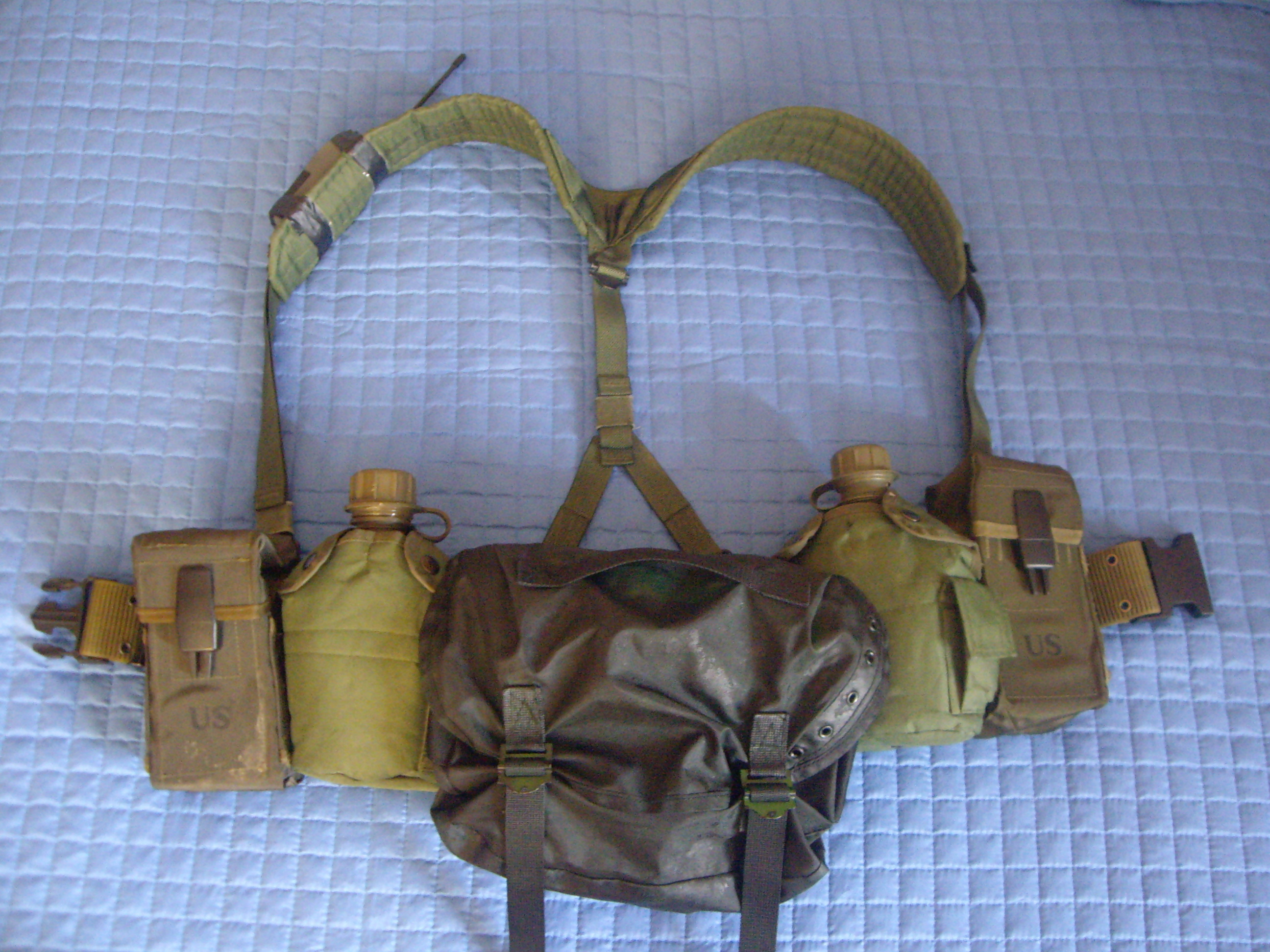
Нештатный комплект снаряжения (вторая фляга вместо чехла лопаты, обрезаны гранатные карманы подсумков)

Большинство элементов снаряжения крепится к поясному ремню посредством клипс особой конструкции («защёлки ALICE»); а поддерживающие лямки — при помощи крючков, закрепляемых либо в соответствующих отверстиях подсумков, либо, при отсутствии подсумков — в отверстия ремня. Кроме того, на ремне сзади может крепиться сухарная сумка («3-дневный рюкзак», «butt-pack»).

### ЗастёжкаALICE
Для крепления различных подсумков снаряжения M-1956 к пистолетному ремню использовались держатели затворов. Держатели затворов были изготовлены из стальной полосы, две основные части — U-образная часть и скользящая прямая часть. В закрытом состоянии держатель образовывал прямоугольник, который плотно удерживал снаряжение на пистолетном ремне. Размещение снаряжения близко к ремню уменьшало подпрыгивание, которое происходило с оборудованием M-1910 с двойным крючком, и позволяло устанавливать подсумки в местах, где не было люверсов (например, подтяжки). Все снаряжение M-1956 и последующие системы M1967 MLCE и ALICE включали держатели затворов. Такие защёлки в разговорной речи теперь называются «застёжки ALICE».

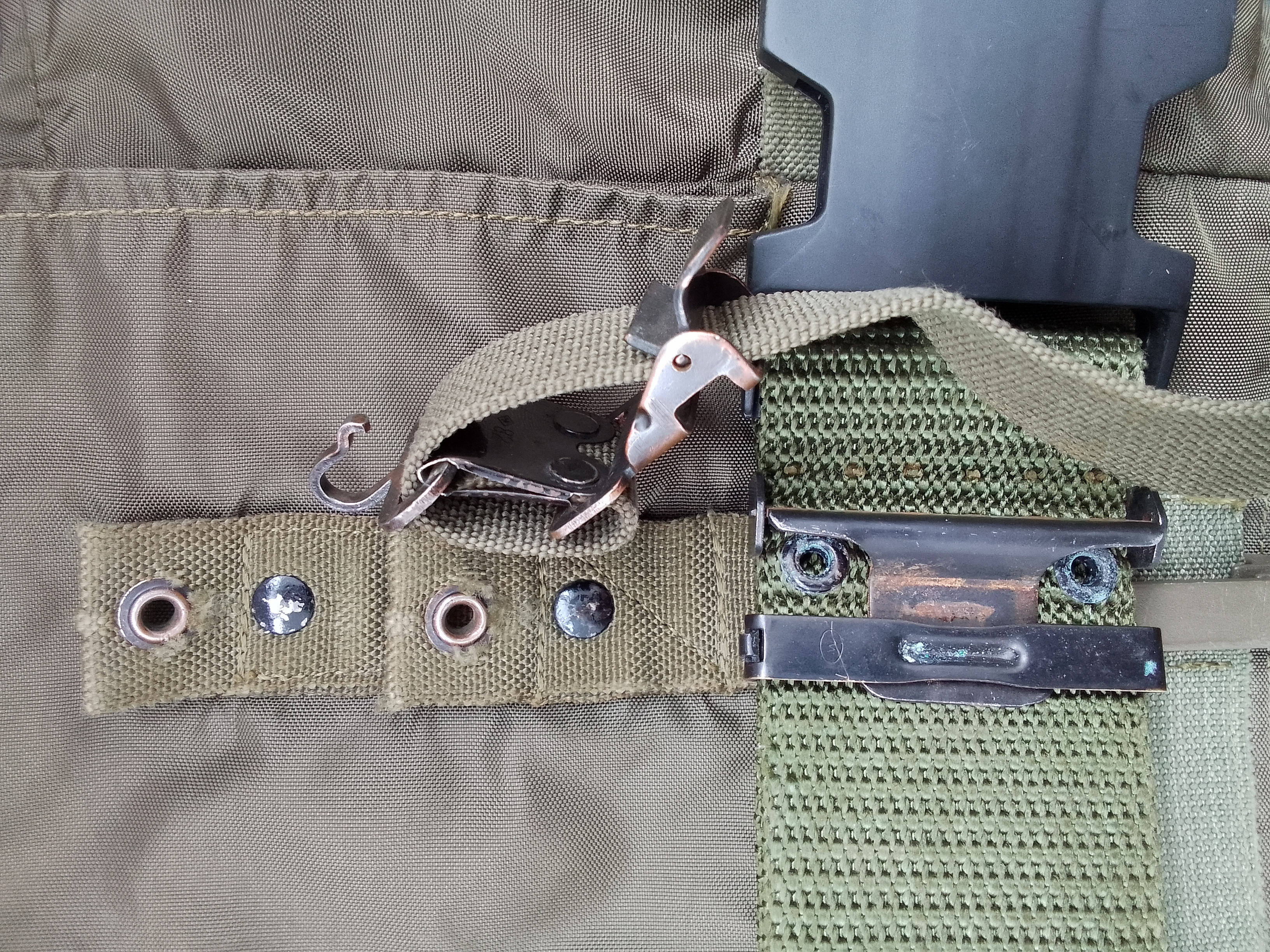
Сдвоенный ряд системы M-1910 с двойным крючком, образованный рядом пришитыми на рюкзаке креплениями с люверсами, позволяющими крепить к рюкзаку кроме лямки дополнительное снаряжение, и соответствующие крючки для крепления на лямке рюкзака. Для сравнения, двойной ряд образованный люверсами прикрепленными в пистолетном ремне.
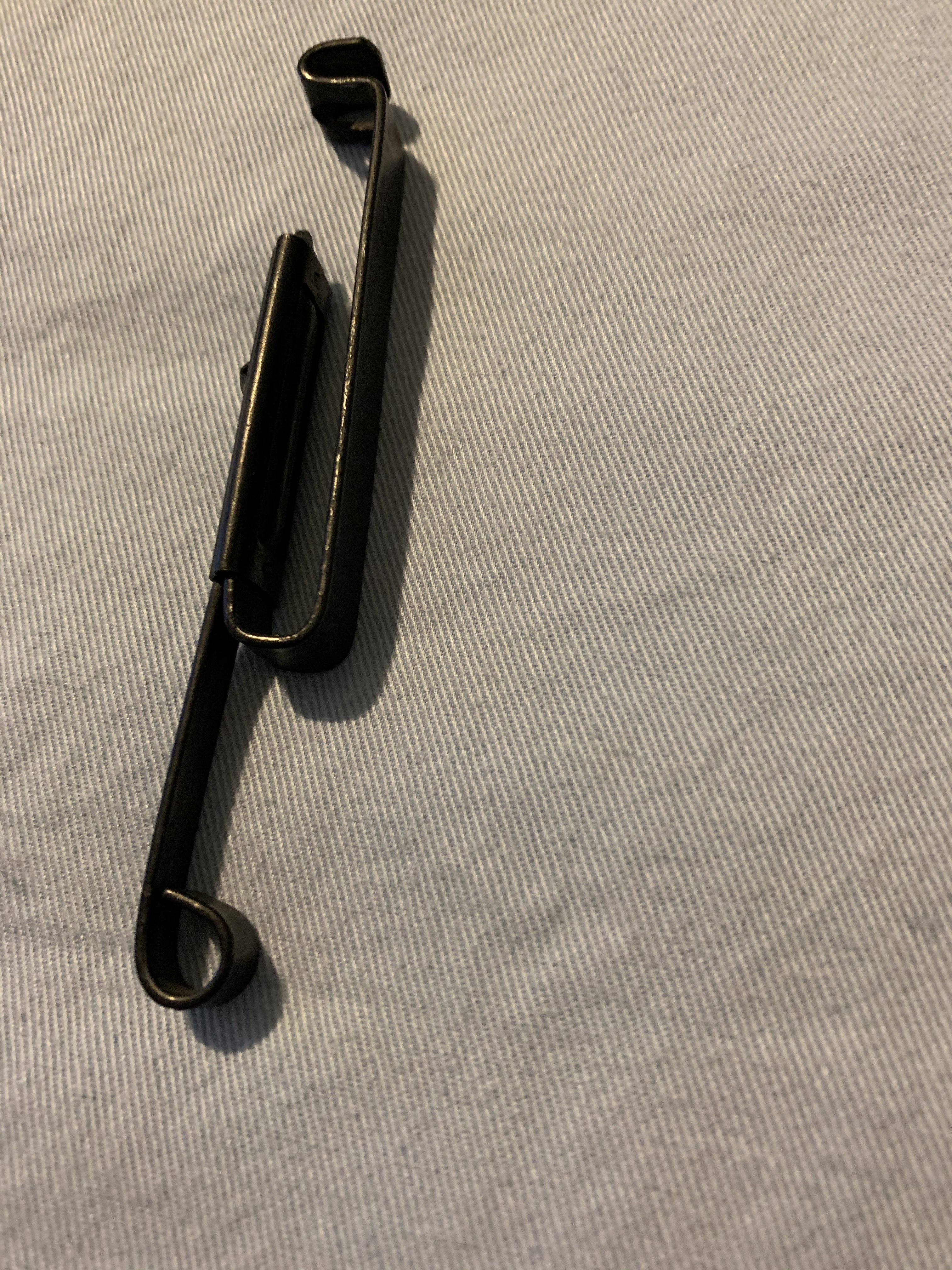
Застёжки (крепления) для подвешивания и ношения амуниции, известные под названием держатель слайдов (slide keeper), принятые на вооружение армии США с Индивидуальным снаряжением для переноски груза M-1956.
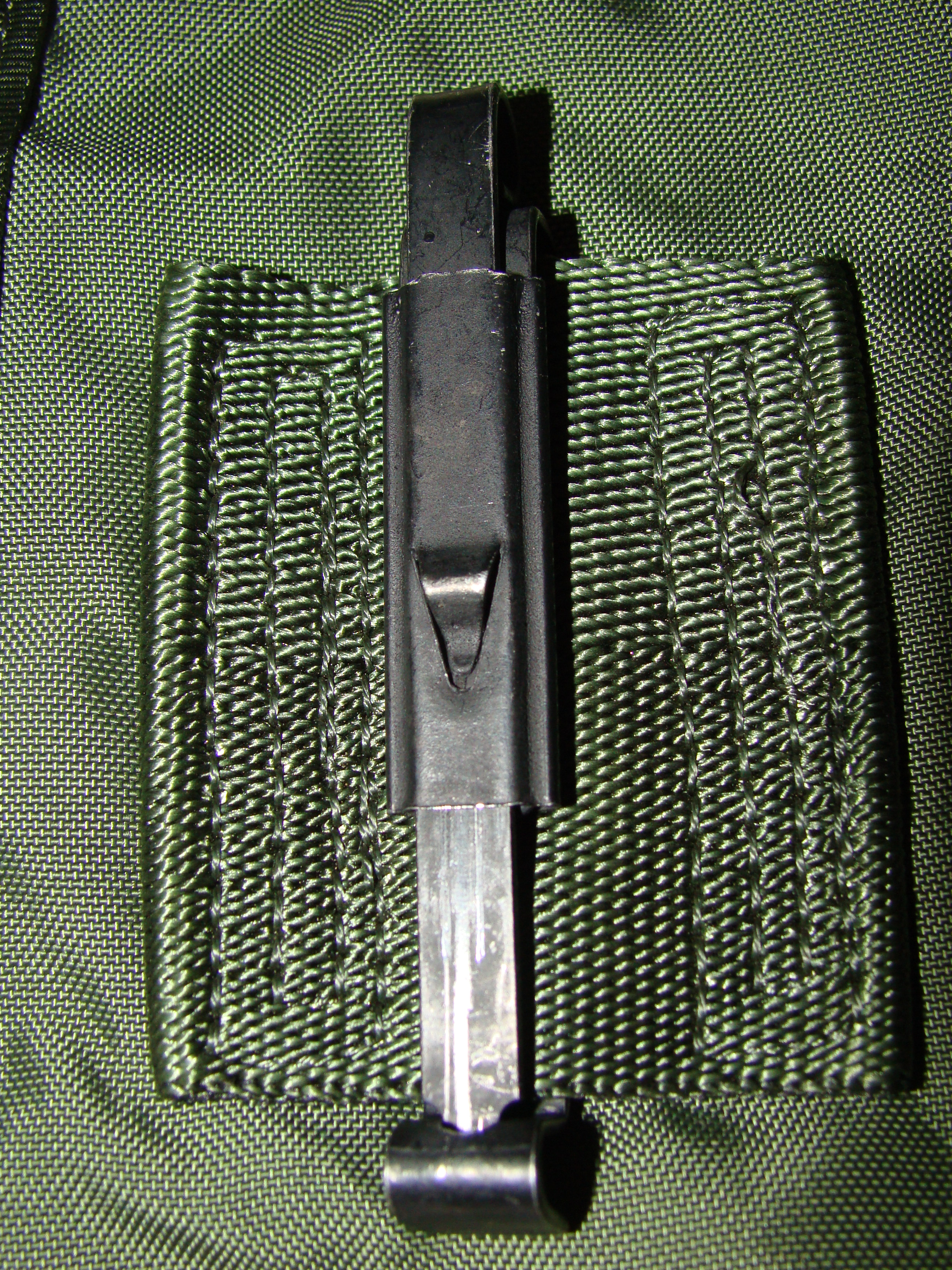
Застёжка ALICE
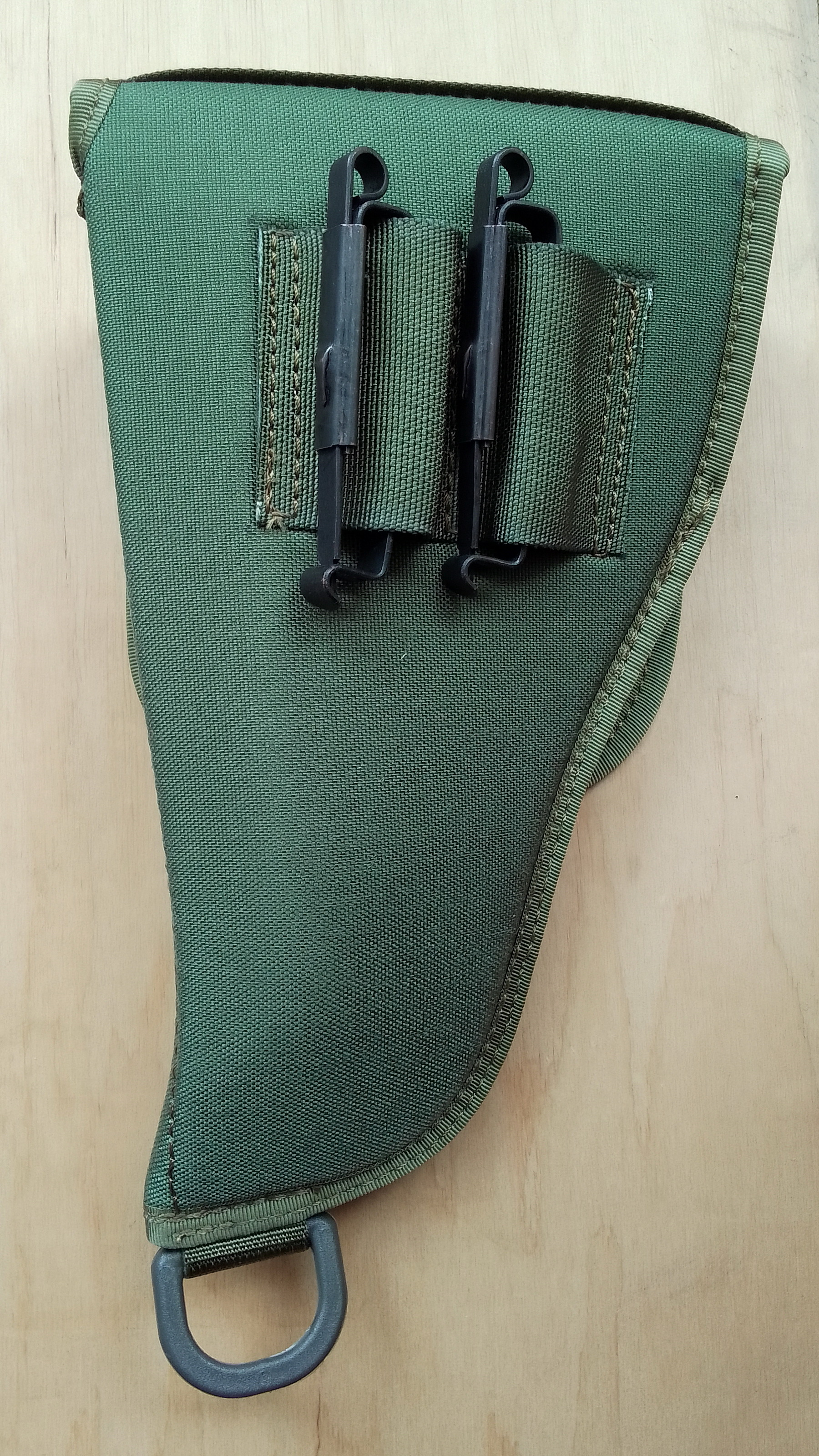
Кобура итальянской армии с креплением на двух застёжках ALICE

### Ремень
Поясной ремень индивидуального снаряжения – ремень, изготовленный из нейлоновой ленты армейского оттенка 7 оливково-серого цвета с черной металлической фурнитурой и зеленой или черной пластиковой фурнитурой. Средний размер ремня для индивидуального снаряжения (NSN 8465-00-001-6488) предназначен для солдат с талией менее 30 дюймов (76 см), а размер L (NSN 8465-00-001-6487) предназначен для солдат с талией 30 дюймов (76 см) и более. Длина ремня регулируется на каждом конце с помощью регулировочных зажимов, которые скользят вдоль ремня при открытии. Компоненты системы ALICE, устанавливаемые на ремень, крепятся к ремню с помощью защёлок. Нижний ряд люверсов на ремне обеспечивает крепление снаряжения с двойным крючком M-1910. Люверсы вдоль верхней части ремня для индивидуального снаряжения предназначены для крепления подтяжек пояса для индивидуального снаряжения.
В 1981 году был представлен новый пояс индивидуального снаряжения LC-2 с зеленой пластиковой быстросъемной пряжкой и ему был присвоен Национальный Номер Запаса 8465-01-120-0674 (средний) и 8465-01-120-0675 (большой).

### Подтяжки поясного ремня
Плечевые ремни (подтяжки) поясного ремня для индивидуального снаряжения имеют Y-образную форму с тремя регулирующими ремнями, и четыре точки крепления к поясному ремню для индивидуального снаряжения и подсумкам для боеприпасов стрелкового оружия. Плечевые ремни проложены прокладочной тканью. Каждый плечевой ремень имеет петлю из ткани и нескользящую пряжку на каждом из ремней спереди и одну сзади, через которую проходят регулирующие ремни. Между петлями из ткани и пряжками на передней части ремней расположены прямоугольные металлические кольца. Регулирующие ремни шириной 1 дюйм (2,5 см) имеют карабины на одном конце. Задний регулирующий ремень имеет перевернутую букву V, на каждом конце которой есть карабин. Каждый из регулирующих ремней имеет петлю вокруг себя, сделанную из эластичного материала толщиной 1 дюйм (2,5 см). В 1991 году индивидуальные подтяжки для пояса снаряжения были переименованы в LC-2 без существенных изменений. Незначительные изменения включают использование стали (вместо латуни) для четырех карабинов и двух прямоугольных колец.

### Подсумок-чехол инструмента для рытья траншей (складной сапёрной лопаты)
Подсумок-чехол инструмента для рытья траншей отформован из ЭВА, а верхний клапан закреплен двумя металлическими защелками. Он крепится к поясному ремню для индивидуального снаряжения двумя скользящими держателями. Подсумок-чехол инструмента для рытья траншей предназначен для размещения легкого ручного складного инструмента для рытья траншей (NSN 5120-00-878-5932).

### Подсумок для полевого перевязочного набора (аптечки первой помощи) / незакрепленного магнитного компаса
Подсумок для полевого перевязочного набора (аптечки первой помощи) изготовлен из водоотталкивающей нейлоновой ткани оливково-зеленого цвета Army shade 106, имеет вес 7.25 унций (206 г), длину 8+1/2" (22 см) с открытым клапаном, ширину приблизительно 4+1/2" (11 см) и образует карман глубиной 4" (10 см). Этот подсумок имеет металлическую застежку-кнопку и крепится к поясному ремню для индивидуального снаряжения или подтяжке ремня для индивидуального снаряжения с помощью одного застёжки. Подсумок полевой аптечки первой помощи предназначен либо для размещения полевого ИПП первой помощи (NSN 6510-00-159-4883), либо незакрепленного магнитного компаса (NSN 6605-00-151-5337).

### Подсумок для патронов (боеприпасов стрелкового оружия)
Подсумок для боеприпасов стрелкового оружия предназначен для размещения трех 30-зарядных магазинов (NSN 1005-00-921-5004), используемых с винтовкой 5,56 мм M16A1. Он изготовлен из нейлоновой ткани и тесьмы с полиэстеровыми листовыми ребрами жесткости спереди, сзади и на крышке подсумка. Каждый магазин с патронами удерживается на месте с помощью 3⁄4-дюймовых (1,9 см) широких лямок, которые пересекают верхнюю часть подсумка. Крышка подсумка закрывается с помощью пластиковой защелки. Карманы для переноски гранат расположены с каждой стороны подсумка, и закреплены с помощью нейлонового ремня и металлической застежки-кнопки. Подсумок с металлическим ушком расположен в верхней задней части подсумка для боеприпасов стрелкового оружия, и прикрепляется к подтяжкам индивидуального ремня для снаряжения. Подсумок для боеприпасов для стрелкового оружия прикреплен к поясному ремню для индивидуального снаряжения с помощью застёжек.

### Подсумок-чехол и фляга для воды
Подсумок-чехол фляги для воды изготовлен из нейлоновой ткани и тесьмы и акрилового ворсового материала. Двухклапанная застежка фиксируется с помощью металлических кнопок. На передней части есть небольшой карман для переноски таблеток для очистки воды. Крышка этого небольшого кармана фиксируется с помощью застежки-липучки. Подсумок-чехол фляги для воды крепится к ремню для снаряжения с помощью застёжек. Подсумок-чехол фляги для воды предназначен для размещения фляги для воды (NSN 8465-00-889-3477). В 1975 году обозначение LC-1 для крышки фляги для воды было изменено на LC-2 из-за некоторых незначительных изменений в конструкции. Национальный номер по каталогу остался прежним.

## Вспомогательное снаряжение
Вспомогательное снаряжение предназначено для переноски постоянно необходимых в походе вещей, а также грузов и включает в себя:
- Рюкзак полевой (Field Pack) двух типоразмеров — средний и большой, к обеим моделям полагаются непромокаемые мешки;
  - Полевой рюкзак LC-1 среднего размера (NSN 8465-00-001-6480) с вкладышами
  - Полевой рюкзак LC-1 большой с вкладышами (NSN 8465-00-001-6481)
  - Чехол рюкзака маскировочный белый (Cover, Field Pack) NSN 8465-00-001-6478
  - Станок черного цвета большого рюкзака LC-1 (Frame, Field Pack black metal) NSN 8465-00-001-6475
- Плечевые лямки (ремешок тесьмяной) (Strap, Webbing):
  - Ремешок тесьмяной LC-1 (NSN 8465-00-269-0482) левый плечевой ремень с системой быстрого сброса
  - Ремешок тесьмяной LC-1 (NSN 8465-00-269-0483) правый плечевой ремень без быстрого отстегивания
  - Ремень, лямка, M-1967 (NSN 8465-00-001-6477) грузовой ремень
  - Ремешок тесьмяной LC-1 (NSN 8465-00-269-0480) для поясницы
  - Ремешок тесьмяной LC-1 (NSN 8465-00-269-0481) для поясницы
- Полка для рюкзака или опора для других грузов, LC-1 (Shelf, Cargo Support) NSN 8465-00-001-6476

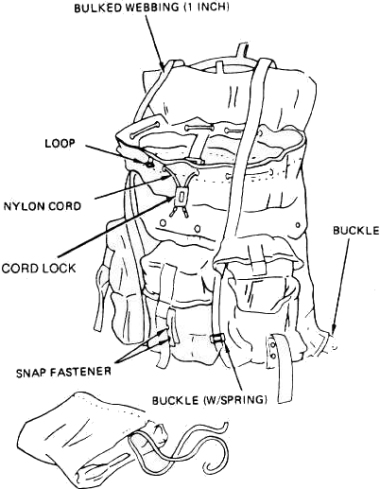
Полевой рюкзак (средний)
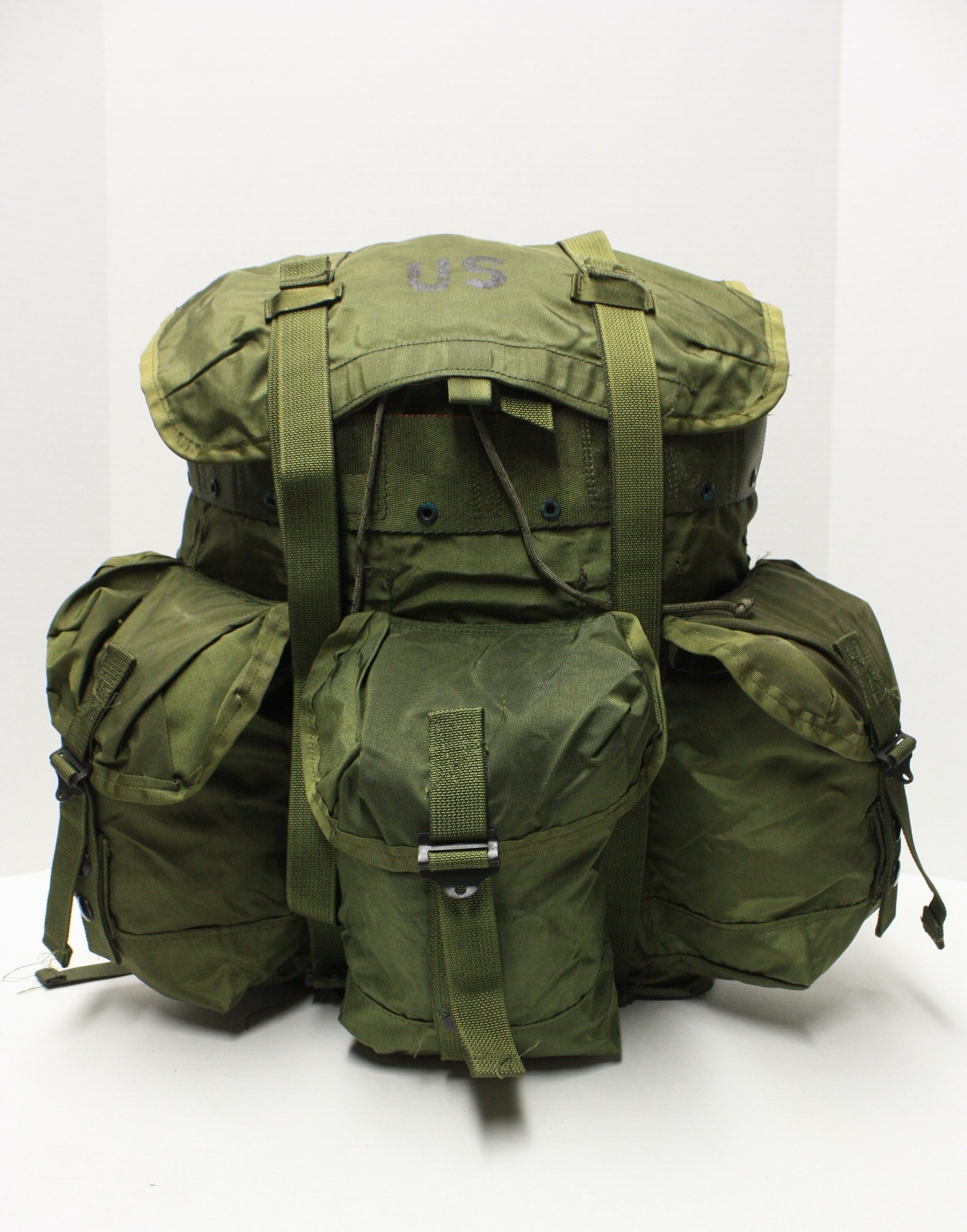
Полевой рюкзак (средний)
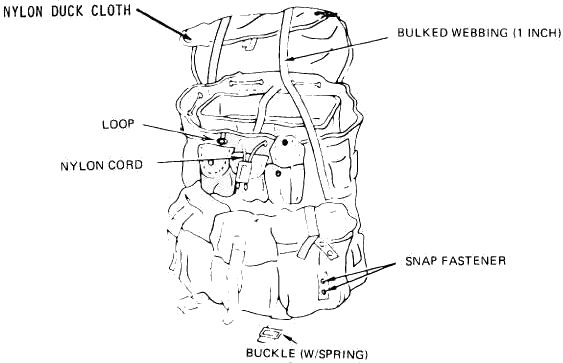
Полевой рюкзак LC-1 большой с вкладышами
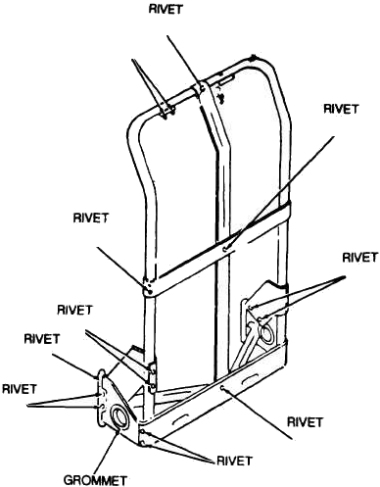
LC-1 Станок

### Полевой рюкзак (средний)
Походный рюкзак (средний) – рюкзак изготовленный из нейлона с водоотталкивающей пропиткой и тесьмы, разделительной ткани и металлической фурнитуры. Его можно использовать как с каркасом походного рюкзака LC-1, так и без него. Основное отделение закрывается с помощью шнурка, который фиксируется пластиковым зажимом. На внутренней стороне спинки расположен карман для радиосвязи. Размер рюкзака может быть уменьшен для небольших грузов с помощью трех стяжек из паракорда, пришитых к внутренней нижней части рюкзака, и трех металлических D-образных колец, расположенных непосредственно под внутренним карманом для радиосвязи. Для различных предметов предусмотрены три внешних кармана с регулируемыми застежками на ремешки и пряжки и кнопками для быстрого доступа. На верхнем клапане есть карман с застежкой на крючок и ленту для фиксации ворса. Вешалки для снаряжения расположены над каждым наружным карманом и по бокам. В нижней части основного отделения и наружных карманов предусмотрены дренажные отверстия. В верхней части рюкзака с обратной стороны расположен карман-конверт, проложенный прокладочной тканью, в который вставляется каркас походного рюкзака, когда он надевается на каркас походного рюкзака. Пряжки и ремни с каждой стороны у основания используются для крепления походного рюкзака к раме походного рюкзака. Две прямоугольные проволочные петли, расположенные в верхней части задней части полевого рюкзака, и D-образные кольца с каждой стороны в нижней части полевого рюкзака используются для крепления плечевого ремня, когда полевой рюкзак переносится без каркаса. Для основного отделения и каждого из трех наружных карманов прилагается водонепроницаемая сумка для хранения снаряжения в сухом состоянии.

### Полевой рюкзак большой
Конструкция и материалы большого полевого рюкзака аналогичны среднему полевому рюкзаку, за исключением следующих отличий: 
- он намного больше по размеру;
- центральный наружный карман больше, чем два других основных наружных кармана;
- добавлены три маленьких наружных карманов над большими карманами.

Большой походный ранец ДОЛЖЕН использоваться вместе с рамой походного рюкзака LC-1.

### Рама походного рюкзака
Рама полевого рюкзака изготовлена из алюминия и используется как крепление для среднего полевого рюкзака или большого полевого рюкзака. Рама, при заказе, поставляется со всеми ремнями.

### Полка
Полка для хранения грузов изготовлена из алюминия и используется для хранения крупногабаритных грузов, таких как вода, бензин, канистры с боеприпасами, полевые пайки и радиоприемники.

## Нововведения
В 1977 году в качестве замены после модификаций, вызванных дефектами в конструкции оригинального оборудования, были представлены следующие виды грузового оборудования:
- Полевой рюкзак LC-2 средний (NSN 8465-01-019-9102) с новыми застежками и без вкладышей
- Полевой рюкзак LC-2 большой (NSN 8465-01-019-9103) с новыми застежками и без вкладышей
- Рама полевого рюкзака, LC-2 (NSN 8465-01-073-8326) алюминиевая, зеленого цвета
- Ремешок тесьмяной LC-2 (NSN 8465-01-075-8164) для поясницы и поясного ремня
- Ремешок тесьмяной LC-2 (NSN 8465-01-151-2891) для крепления к раме
- Ремешок тесьмяной LC-2 (NSN 8465-01-078-9282) правый плечевой ремень с системой быстрого сброса

## Галерея

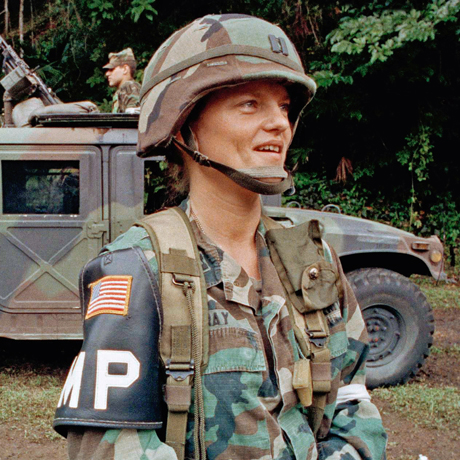
Командир 988-й роты военной полиции в Панаме, 1990 г.
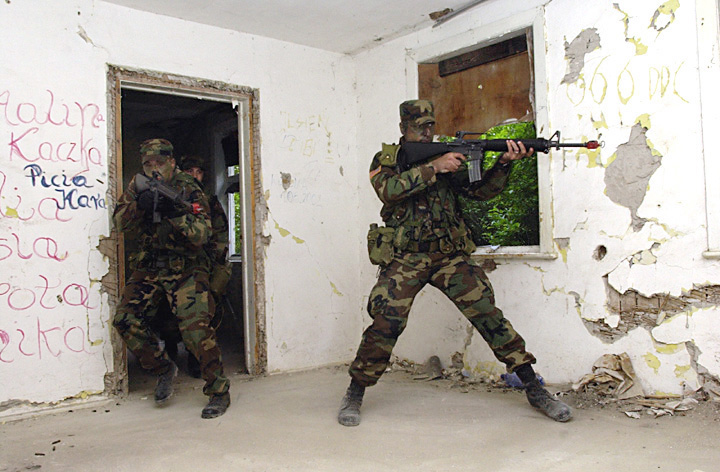
Пехотинцы роты «Чарли» 178-го пехотного воздушно-штурмового полка 66-й бригады 35-й пехотной дивизии штурмуют здание в Устке, Польша, во время учений по штурму городских улиц в рамках Балтийских операций '04, 10 июня 2004 года.
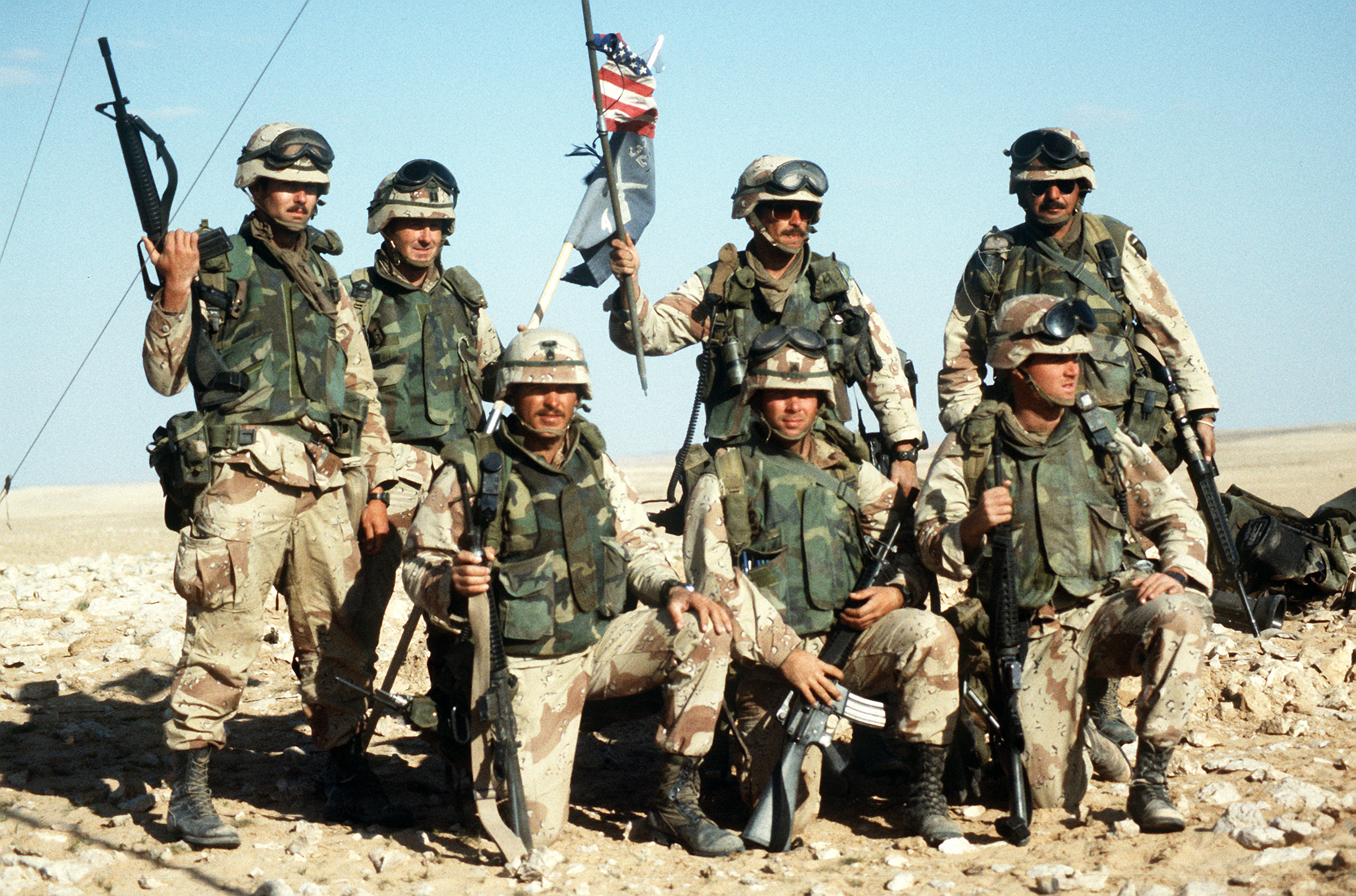
Солдаты 3-го полка роты А 1-го батальона 327-го пехотного полка 1-й бригады воздушно-десантной дивизии позируют со своими флагами после разгрома иракской дивизии на юге Ирака во время операции «Буря в пустыне».
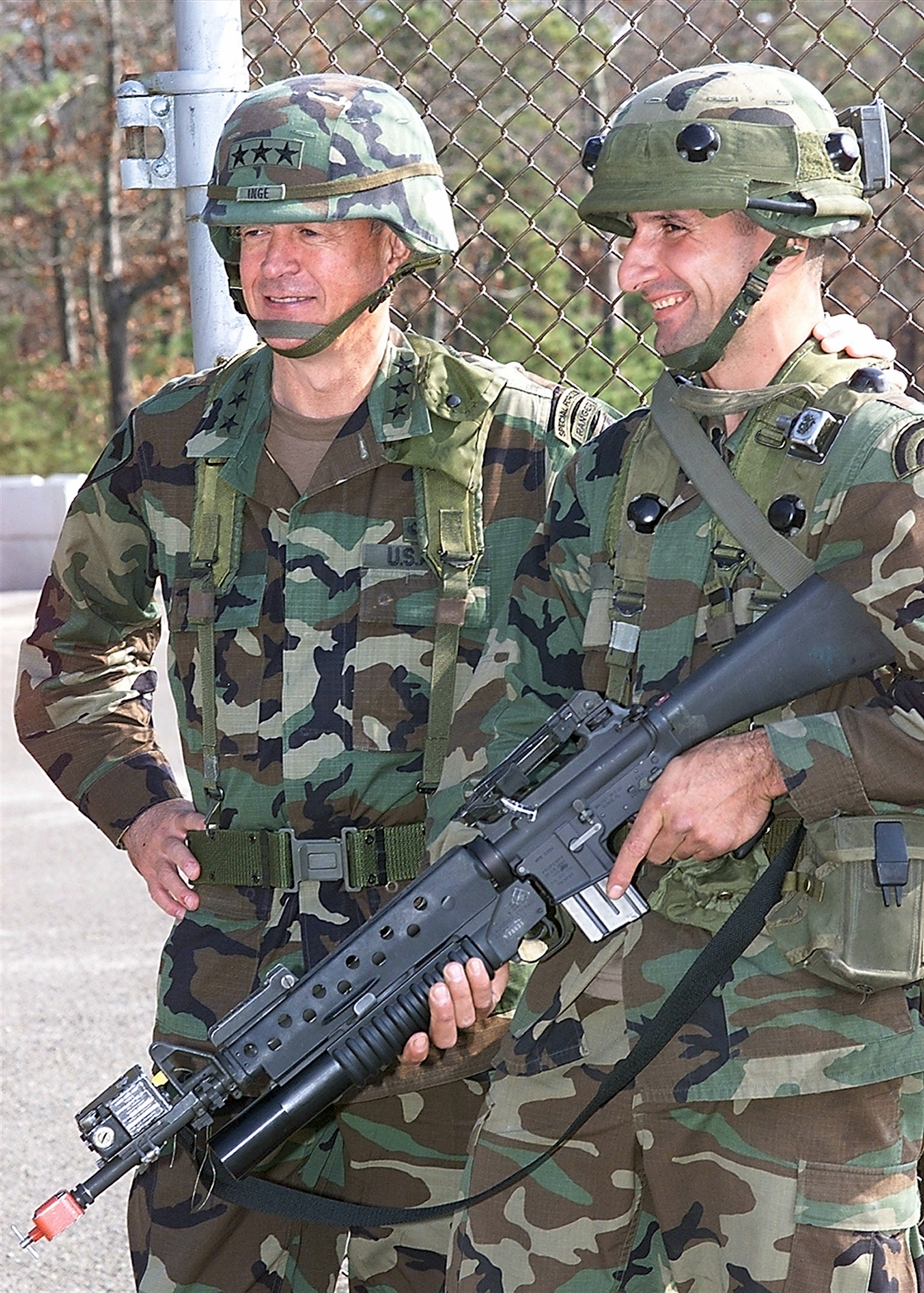
Генерал-лейтенант (LGEN) Джозеф Инге, командующий 1-й армией, и специалист (SPC) Антонио Сото, 1-й батальон 69-го пехотного полка Национальной гвардии армии Нью-Йорка, позируют для фотографии во время визита LGEN Инге в Форт-Дикс, штат Нью-Джерси. SPC Сото вооружен 5,56-мм штурмовой винтовкой M16A2 с прикрепленным 40-мм гранатометом M203 и оснащен системой множественного интегрированного лазерного поражения (MILES).
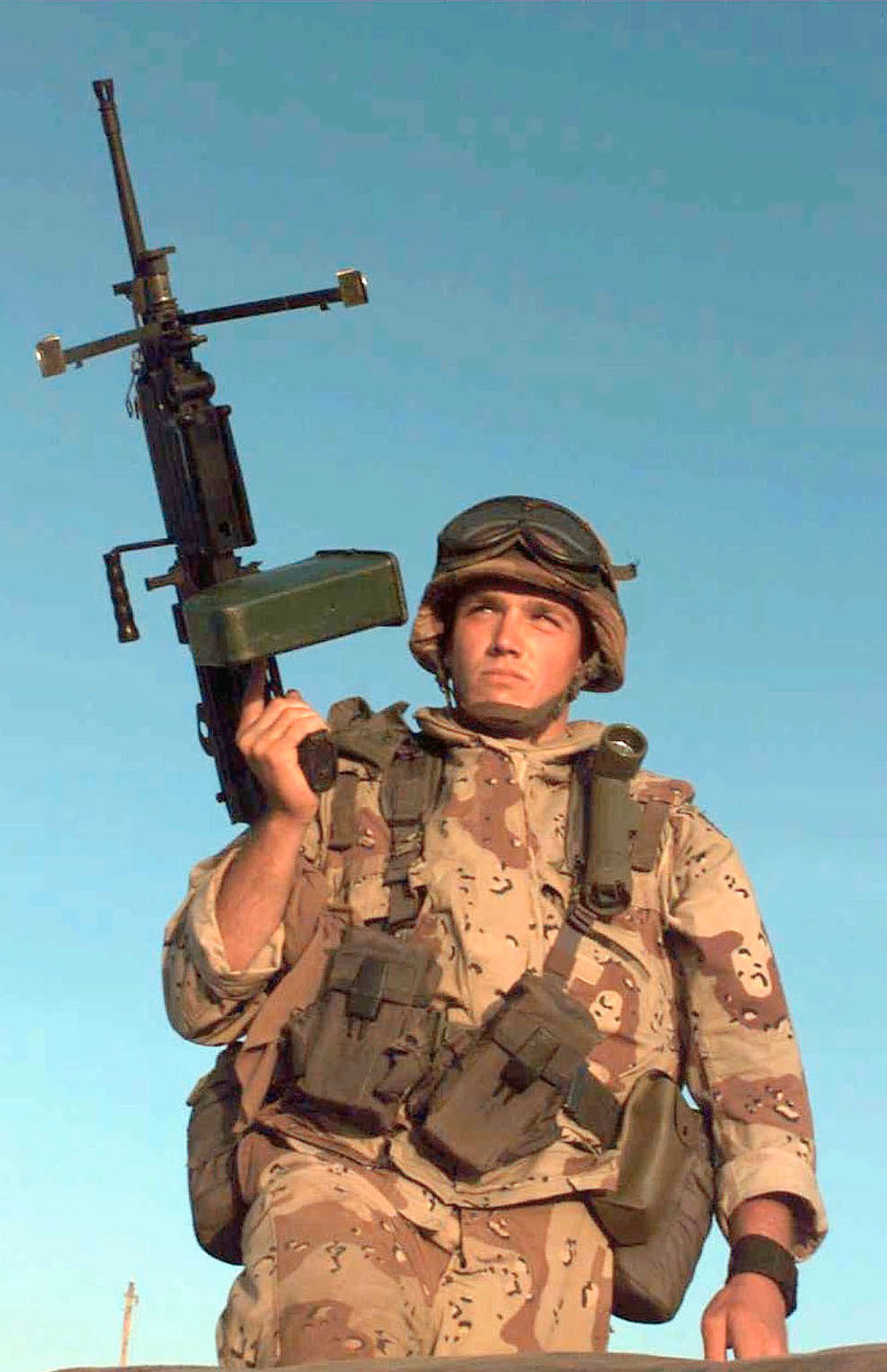
Рядовой первого класса армии США из 10-й горной дивизии из Рочестера, штат Нью-Йорк, Стивен Баттл, держащий пулемет M249 в правой руке, внимательно следит за дорогой, ведущей к перекрестку, на котором он находится во время рейда на сомалийскую деревню Афгойе на закате. Эта миссия является прямой поддержкой операции «Возрождение надежды». В специальном подсумке на левой подтяжке ремня находится Угловой мини-фонарь военного образца.
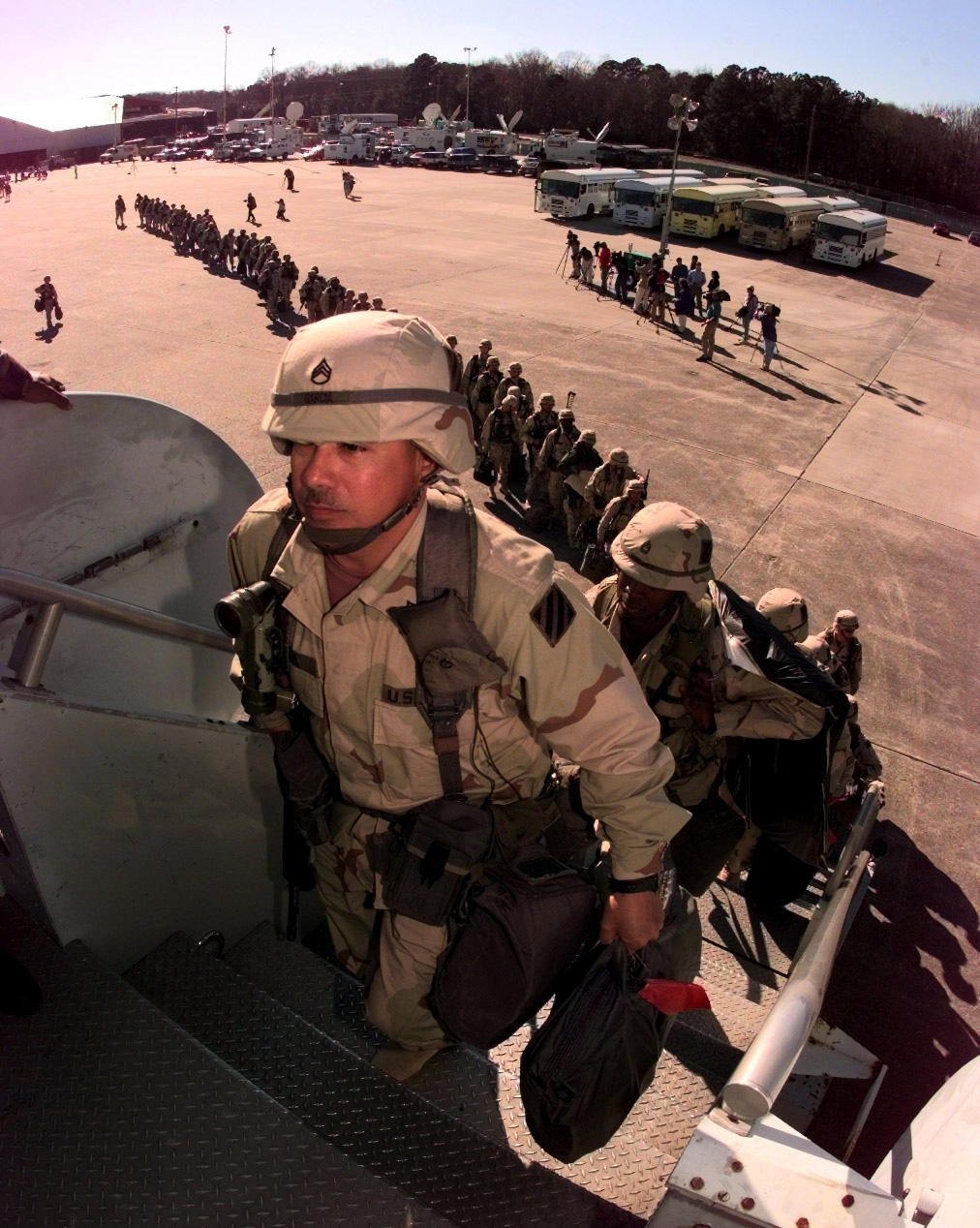
Штаб-сержант Гарсия из 3-го батальона 69-го бронетанкового полка 3-го пехотного полка, Форт-Стюарт, штат Джорджия, возглавляет длинную шеренгу солдат, садясь на чартерный самолет на аэродроме Hunter Army Air Field, штат Джорджия, для отправки в регион Персидского залива 18 февраля 1998 года. Солдаты отправляются на театр военных действий в Юго-Западной Азии в поддержку операции Southern Watch. Southern Watch — это обеспечение соблюдения бесполетной зоны над Южным Ираком, осуществляемое США и коалицией.
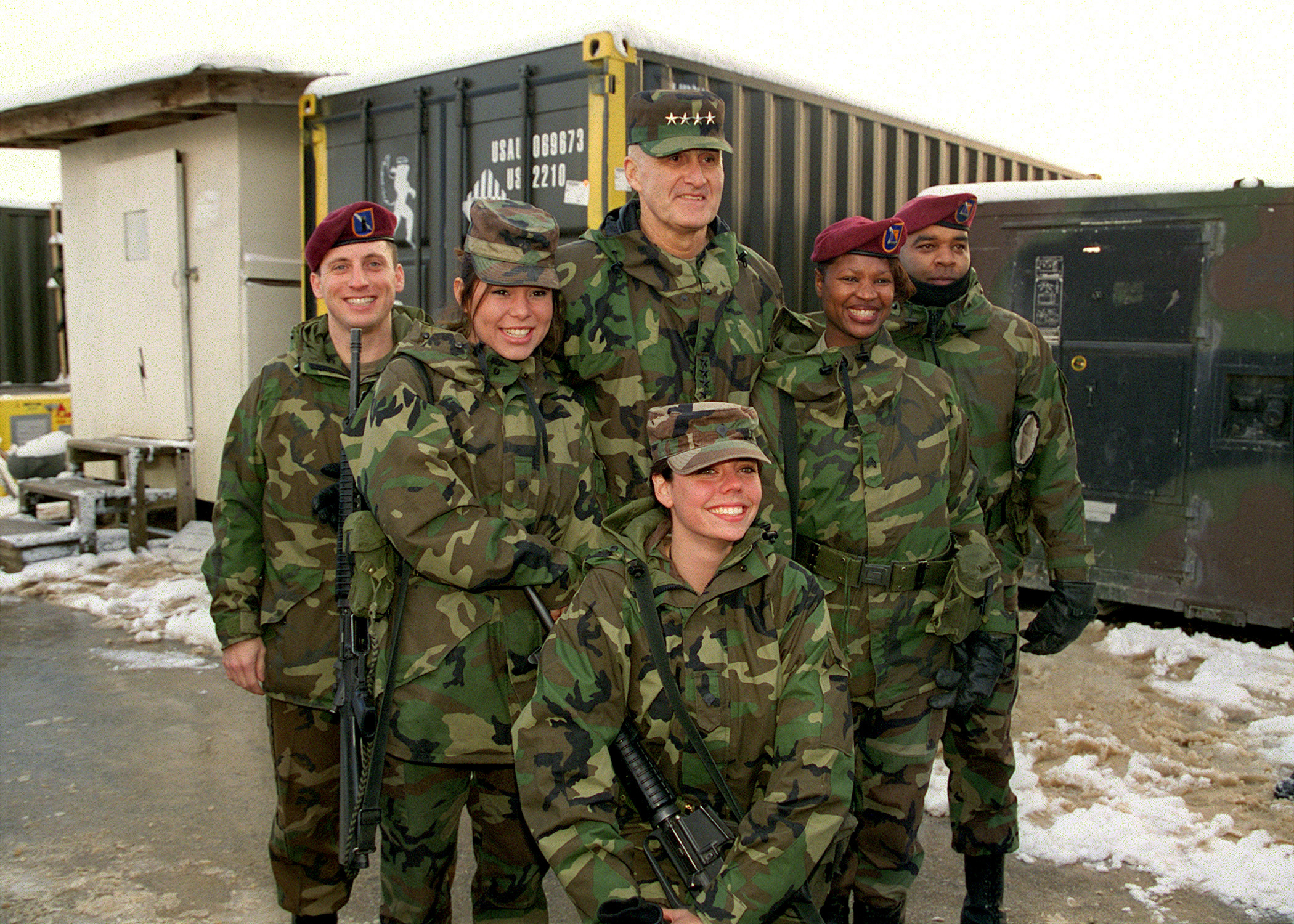
Генерал Генри Х. Шелтон, председатель Объединенного комитета начальников штабов, позирует для фотографий с солдатами на базе Команчи, Босния и Герцеговина, 22 декабря 1998 года. Шелтон посещает войска, развернутые в Боснии и Герцеговине для поддержки операции «Джойнт Фордж».

## Операторы системы

### Нынешние
- Аргентина
- Бразилия[5]
- Колумбия
- Кипр
- Доминиканская Республика
- Сальвадор[6]
- Грузия
- Гондурас
- Иран
- Ирак
- Италия
- Ямайка
- Кувейт
- Латвия
- Либерия
- Люксембург
- Мексика
- Никарагуа
- Панама: солдаты носили копии местного производства.
- Парагвай
- Филиппины
- Саудовская Аравия
- Таиланд

Система ALICE была постепенно выведена из всех активных и резервных подразделений Армии США и Национальной Гвардии. ALICE сменило оборудование MOLLE первого поколения. Базовые и продвинутые индивидуальные учебные подразделения, включая OCS, ROTC и USMA, используют текущее оборудование MOLLE.
Действующие учебные подразделения (подготовка новобранцев, школа пехоты, школа кандидатов в офицеры, базовая школа) и развертываемые подразделения перешли на новую систему «Family of Improved Load Bearing Equipment» (USMC pack) или немного более старую систему «Improved Load Bearing Equipment» (ILBE). MARSOC широко использует рюкзаки ALICE или модифицированные рюкзаки ALICE (MALICE) для соревнований по бегу на дорожках в ходе обучения (оценка и отбор, начальный курс обучения и курс обучения специальным операциям), предварительных оценок перед развертыванием и игр Raider Games.
ВМС и ВВС США также используют снаряжение ALICE для наземного персонала, хотя ВВС США постепенно отказываются от ALICE в пользу MOLLE.
Корпус морской пехоты США по-прежнему выдает средний комплект ALICE некоторым радистам. И его, и большой вариант все еще можно найти в подразделениях NROTC (которые готовят офицеров морской пехоты в дополнение к офицерам ВМС).
Небольшие маневренные подразделения, которые полагаются на легкую конструкцию рюкзака и прочность, по-прежнему используют рюкзаки ALICE сегодня.
Рюкзаки ALICE в основном распространялись среди союзных стран США в Центральной и Южной Америке.
Афганистан, Грузия и Ирак получили рюкзаки ALICE в рамках военной помощи в 21 веке.
Иранские военные и правоохранительные органы по-прежнему активно используют снаряжение ALICE, Modernized load-carrying equipment (MLC) и LCE, но они переходят на снаряжение MOLLE (в частности, КСИР и армейские спецподразделения) из-за его большей модульности и на IIFS из-за его меньшего веса.

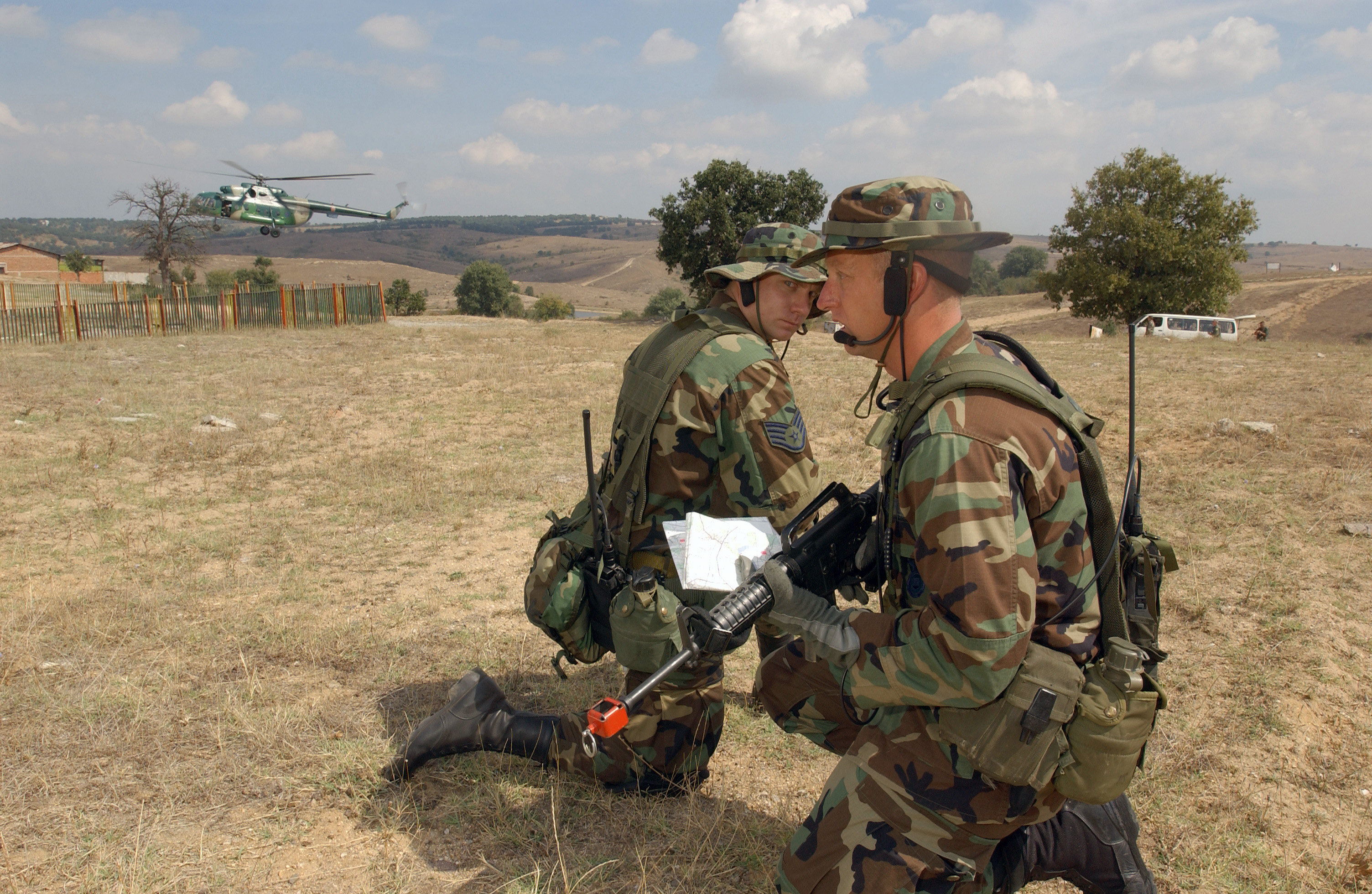
Лейтенант (LT) ВВС США (USAF) Майкл Джуэл и старший сержант (SSGT) Марк Хоуси из 786-й эскадрильи сил безопасности (SFS) руководят вертолетными операциями в ходе совместных учений по спасению беженцев силами специального назначения Франции, Великобритании и Болгарии (BG) во время учений Cooperative Key 2003 в Болгарии (BG). Учения Cooperative Key 03 призваны содействовать оперативному диалогу между Организацией Североатлантического договора (НАТО) и странами-партнерами.
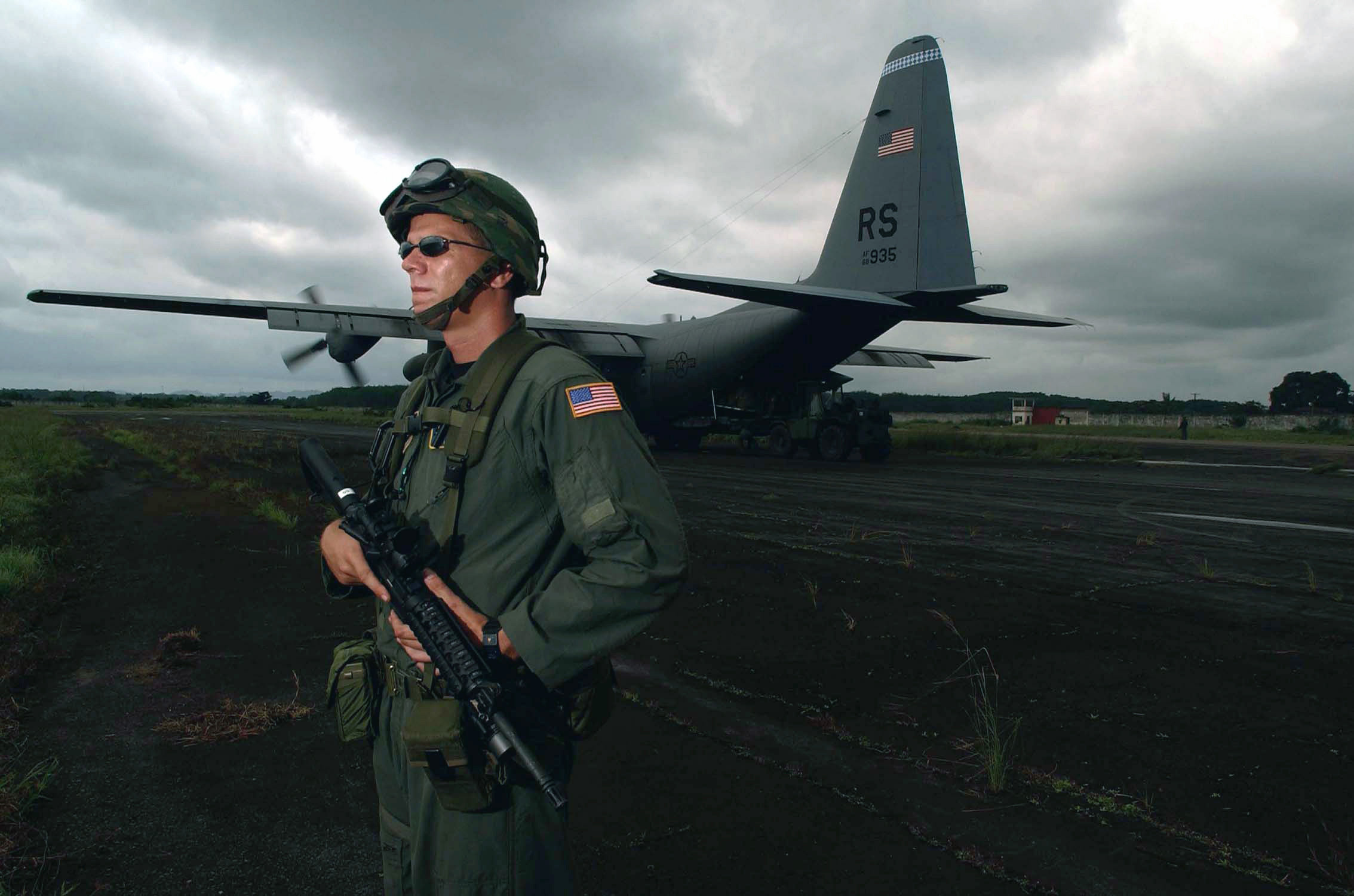
Штаб-сержант (SSGT) ВВС США (USAF) Бен Берк, 786-я эскадрилья сил безопасности (SFS) «Вороны», 398-я воздушная экспедиционная группа (AEG), вооружен карабином M4 калибра 5,56 мм, обеспечивая безопасность самолета ВВС США C-130 Hercules из 37-й воздушной эскадрильи на летном поле в международном аэропорту Робертс в Монровии, Либерия, во время учений Объединенной оперативной группы (JTF) в Либерии.
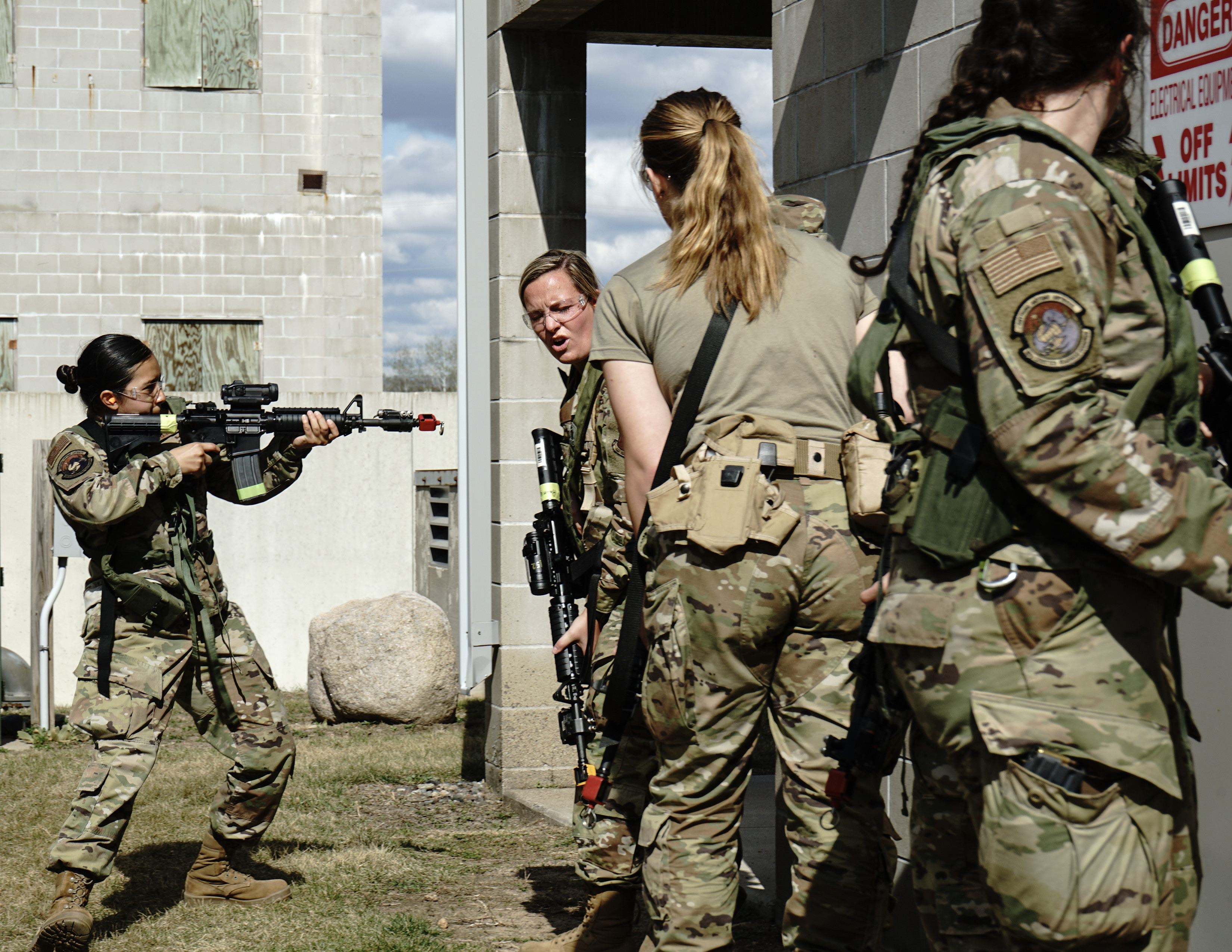
Летчики ВВС США из 210-й инженерно-монтажной эскадрильи и 133-й эскадрильи готовности материально-технического обеспечения готовятся, чтобы повысить свою боеготовность и сплоченность команды, войти в здание в лагере Рипли, Литл-Фолс, штат Миннесота, 7 мая 2023 года. (Фото Национальной гвардии ВВС США, сделанное старшим летчиком Софи Восснер)
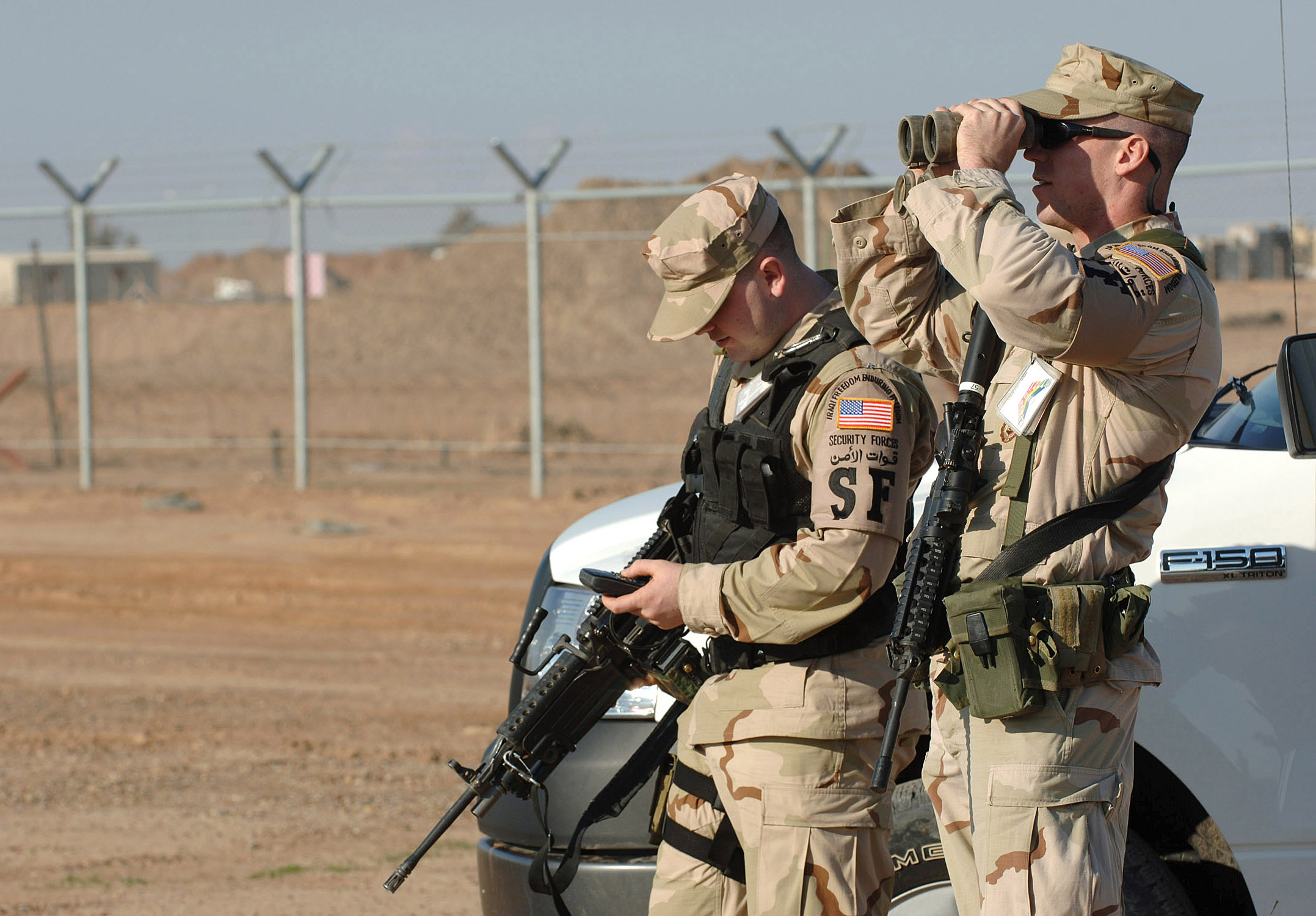
Технический сержант ВВС США Майкл Мур (Michael Moore) и старший рядовой Талиесин Фортмюллер (Taliesin Fortmuller) используют приемник глобальной системы позиционирования и бинокль для точного определения и идентификации точки удара и любых возможных неразорвавшихся боеприпасов после атаки с закрытых огневых позиций 19 февраля 2007 года по авиабазе Балад в Ираке. (Фотография ВВС США, сделанная штаб-сержантом Майклом Р. Хольцвортом).
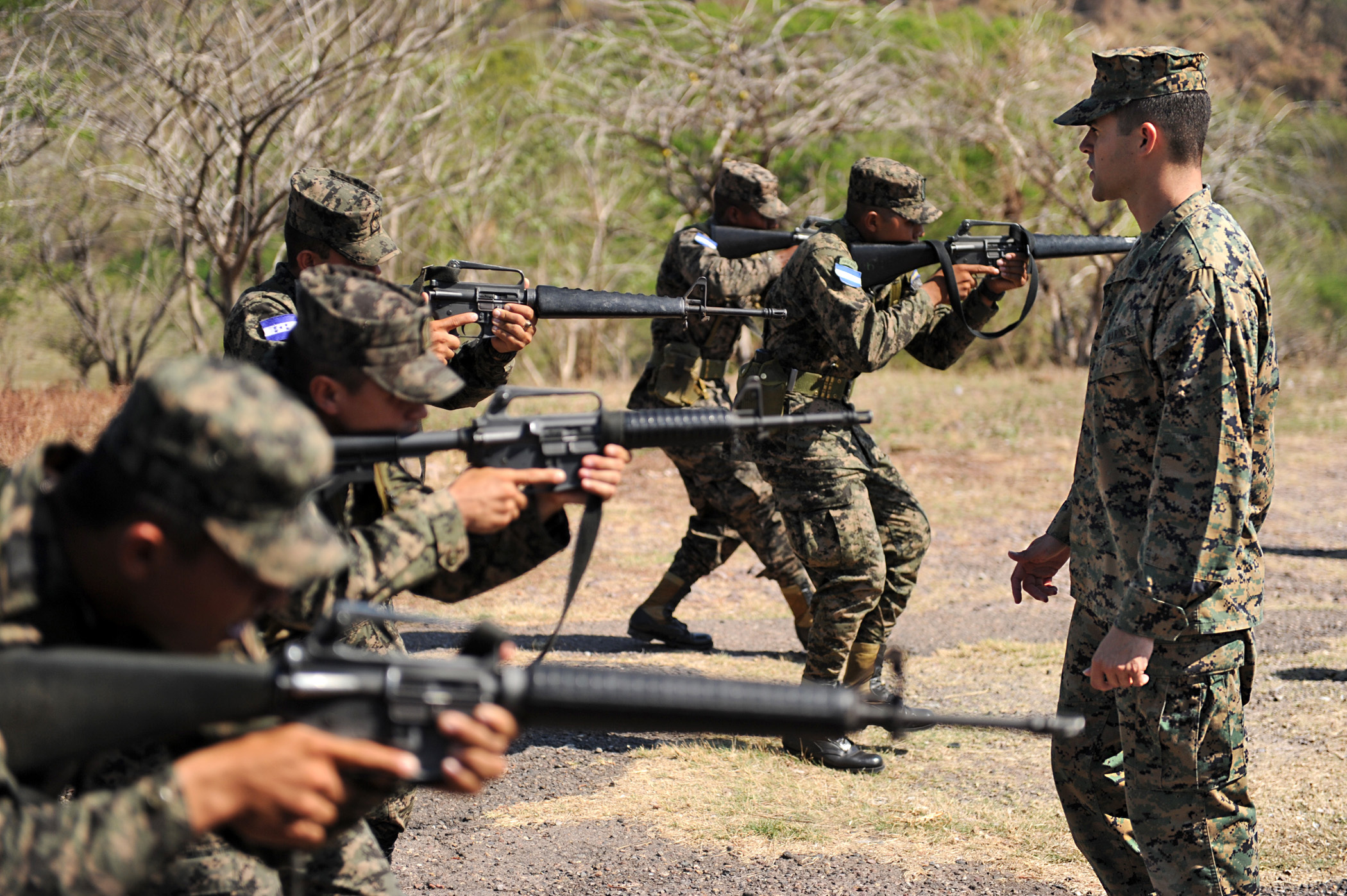
Сержант Корпуса морской пехоты США Дэниел Монтейро (справа), назначенный в Группу подготовки и консультирования Корпуса морской пехоты, обучает надлежащему тактическому перемещению группу солдат, назначенных в 11-й гондурасский армейский батальон, во время недельного обмена экспертами по предмету в поддержку Southern Partnership Station 2011 в Сан-Лоренсо, Гондурас, 15 марта 2011 года. Southern Partnership Station — это ежегодное развертывание американских кораблей в зоне ответственности Южного командования США в Карибском море и Латинской Америке. Учения включают обмен информацией с флотами, береговой охраной и гражданскими службами по всему региону.

### Бывшие
- Афганистан
- США